# Claude Lévi-Strauss
« Lévi-Strauss » redirige ici. Pour les autres significations, voir Levi Strauss.
Claude Lévi-Strauss [klod levi stʁos], né le 28 novembre 1908 à Bruxelles et mort le 30 octobre 2009 à Paris 16e, est un anthropologue et ethnologue français qui a exercé une influence majeure à l'échelle internationale sur les sciences humaines et sociales dans la seconde moitié du XXe siècle. Il est devenu notamment l'une des figures fondatrices du structuralisme à partir des années 1950 en développant une méthodologie propre, l'anthropologie structurale, par laquelle il a renouvelé en profondeur l'ethnologie et l'anthropologie en leur appliquant les principes holistes issus de la linguistique, de la phonologie, des mathématiques et des sciences naturelles.
Professeur agrégé de philosophie et enseignant au début des années 1930, il se tourne à partir de 1935 vers l'ethnologie, dont il va faire son métier. Après ses premiers travaux de terrain sur des peuples indigènes du Brésil (Caduveos, Bororos, Nambikwara et Tupi-Kawahib) entre 1935 et 1939, il est contraint de s'exiler en 1941 à New York ; où il rencontre de grandes figures des sciences humaines et sociales, dont le phonologue russe Roman Jakobson, auprès de qui il s'initie aux principes de l'analyse structurale et de la linguistique moderne. À partir de cette découverte décisive qu'il choisit d'appliquer à la parenté, il élabore les principes de l'anthropologie structurale, en rupture radicale avec les courants alors dominants en ethno-anthropologie (évolutionnisme, diffusionnisme, culturalisme, fonctionnalisme) : il cherche à expliquer la société et ses manifestations comme un tout doté d'une cohérence interne autorégulée, échappant à la conscience des individus. À son retour en France, il soutient et publie en 1949 sa thèse sur Les Structures élémentaires de la parenté, première application de sa méthode novatrice, qui lui apporte une notoriété précoce parmi les anthropologues de nombreux pays.
Durant les années 1950, il enseigne en France, où il est directeur d'études à l'Ecole pratique des hautes études (future École des hautes études en sciences sociales) et aux États-Unis et consolide les principes de sa méthode structurale, qu'il présente en 1958 au public sous la forme d'un recueil d'articles, Anthropologie structurale, premier d'une série d'ouvrages méthodologiques. Ses travaux apportent un éclairage neuf sur un grand nombre de problématiques anthropologiques classiques jusqu'alors mal connues ou inexpliquées. Ils acquièrent rapidement un rayonnement international et inspirent d'autres disciplines, participant dans une large mesure à la naissance du mouvement structuraliste français. Élu en 1959 à la chaire d'anthropologie sociale du Collège de France, Lévi-Strauss quitte le champ de la parenté et continue avec Le Totémisme aujourd'hui et La Pensée sauvage (1962) à revisiter les grandes thématiques anthropologiques, bouleversant le regard occidental sur les sociétés sans écriture. Puis, durant près d'une décennie, il se consacre à une approche structurale des mythes, publiant entre 1964 et 1971 les quatre volumes des Mythologiques, son œuvre majeure. Dans les années 1970 puis après sa retraite en 1982, il adapte sa méthode scientifique à l'évolution générale du paradigme structuraliste vers la dimension temporelle (diachronie, structuralisme génétique), travaillant notamment avec les historiens des Annales à la naissance de l'anthropologie historique sur des thèmes comme la famille, la parenté cognatique, le système à maison. Parallèlement, tout au long de sa carrière, il participe à la réflexion sur les sciences sociales et leur organisation institutionnelle, et réexamine de façon critique de vastes thématiques des sciences humaines comme l'art, le progrès, la race, les rapports entre nature et culture, le développement et la condition humaine.
Auteur, à côté de ses nombreux ouvrages de caractère universitaire, d'un livre plus littéraire et autobiographique, Tristes Tropiques, qui connut dès sa parution en 1955 un large succès public en France comme à l'étranger, Lévi-Strauss a été élu en 1973 à l'Académie française. Ayant acquis à partir des années 1980 une très grande stature intellectuelle, consacrée en 2008 par l'entrée de son vivant dans la prestigieuse collection de la Pléiade, il reste présent dans les médias et les débats de société jusqu'à un âge avancé. Sa pensée, qui avait perdu après les années 1970 une grande partie de son influence dans les sciences sociales avec le reflux du paradigme structuraliste et holiste, connaît une nouvelle vitalité à partir des années 2000 en philosophie des sciences et des mathématiques, autour de la notion-clé de transformation.

## Biographie

### Enfance et formation
Claude Lévi-Strauss naît Gustave Claude Lévi, le 28 novembre 1908 à Bruxelles, où résidaient brièvement ses parents : Raymond Lévi, artiste peintre portraitiste (petit-fils d'Isaac Strauss, chef d'orchestre à la cour de Louis-Philippe puis de Napoléon III), qui utilise « Lévi-Strauss » comme nom d'usage, et Emma Lévy,, eux-mêmes cousins issus de germains, de familles juives alsaciennes, (c'est en 1961 seulement que Claude Lévi-Strauss obtiendra du Conseil d'État l'officialisation de son nom d'usage hérité de son père). La famille se réinstalle à Paris peu après la naissance de l'enfant, et connaît d'importantes difficultés financières avec le déclin du portrait peint sous l'influence nouvelle de la photographie. Influencé par les impressionnistes, Raymond Lévi donne à son fils unique des estampes japonaises en récompense de ses succès scolaires. L'un de ses oncles est le portraitiste Henry Caro-Delvaille. Durant la Première Guerre mondiale, Emma Lévy se réfugie avec le jeune Claude chez son propre père, rabbin de la synagogue de Versailles.
Après le retour de la famille à Paris après la guerre, dans le 16e arrondissement, Lévi-Strauss suit ses études au lycée Janson-de-Sailly puis au lycée Condorcet (en khâgne), et découvre alors Karl Marx et Sigmund Freud. Il a aussi étudié au lycée Hoche. À la fin de ses études secondaires, il rencontre un jeune socialiste d'un parti belge et s'engage alors à gauche. Il découvre rapidement les références philosophiques de ce parti qui lui étaient jusqu'alors inconnues, incluant Karl Marx et Karl Kautsky. Il commence à militer au sein de la SFIO, où il anime le Groupe d'Études Socialistes, puis devient secrétaire général de la Fédération des Étudiants Socialistes, ancêtre du MJS. En 1928, il devient secrétaire parlementaire du député socialiste Georges Monnet. Le 6 juillet 1929, il fait une conférence sur la doctrine d'Henri de Man au sein de la 16e section SFIO de la Seine. Il obtient une licence à la Faculté de droit de Paris, avant d'être admis à la Sorbonne et d'être reçu troisième à l'agrégation de philosophie en 1931. Il se marie en 1932 à Dina Dreyfus, une ethnologue française qui l'initie et le convertit à cette discipline. Il est alors proche de faire une carrière politique, à l'instar des nombreuses personnes qu'il fréquente dans ces années. Une cinquantaine d'années plus tard, il se décrira lui-même comme un « anarchiste de droite », néanmoins « fidèle à Marx », quoique « pas […] sur le plan des idées politiques ».

### Missions ethnographiques et premières fonctions académiques

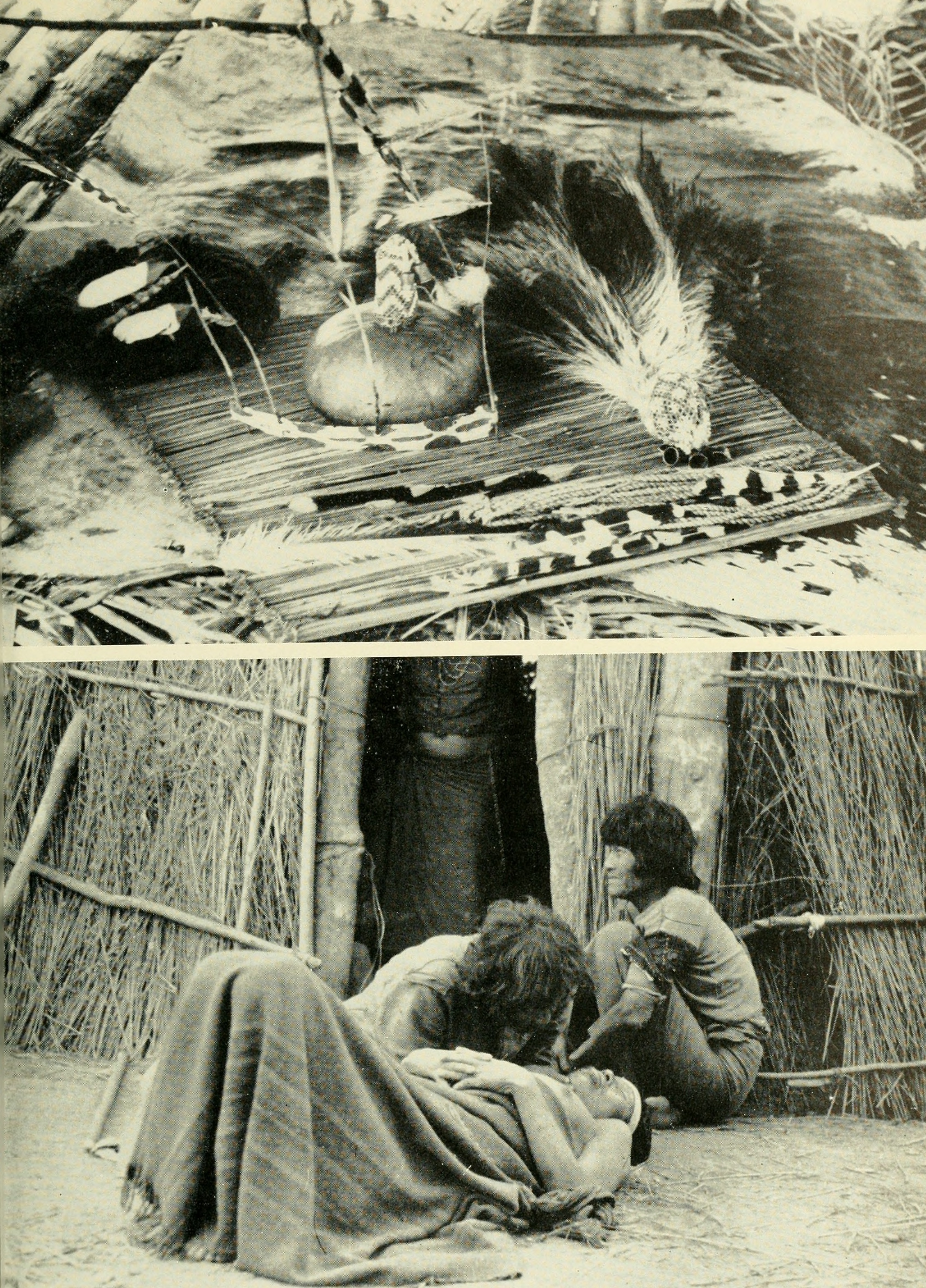
Indiens Caduveo, du Mato Grosso brésilien.

Après deux ans d'enseignement de la philosophie au lycée Victor-Duruy de Mont-de-Marsan et au lycée de Laon, Lévi-Strauss accepte la proposition du directeur de l'École normale supérieure, Célestin Bouglé de participer à la mission universitaire au Brésil. Il quitte alors l'enseignement de la philosophie et la vie politique et part en 1935 avec son épouse en tant que professeur de sociologie à l'université de São Paulo. De là, ils organisent et dirigent plusieurs missions ethnographiques dans le Mato Grosso et en Amazonie : 

« L'ethnologie jette un pont entre psychanalyse et marxisme d'un côté, géologie de l'autre. Lévi-Strauss a trouvé la science dans laquelle se marient toutes ses passions antérieures. »

Une première mission a lieu en 1935-1936, auprès des indiens Caduveo et Bororo. Une deuxième expédition est lancée en 1938, dans des conditions matérielles également difficiles ; les ethnologues rencontrent les Nambikwara dont ils rapportent une documentation fournie et 200 photos. En raison d'une infection des yeux, plusieurs membres de l'équipe, parmi lesquels Dina Lévi-Strauss, doivent abandonner la mission. Claude Lévi-Strauss poursuit l'expédition avec quelques compagnons ; ils visitent les peuples autochtones Mundé (en) et Tupi Kawahib dans l'État du Rondônia.

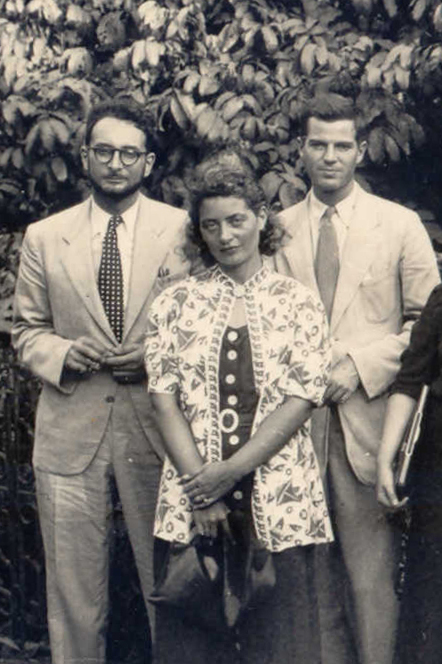
De gauche à droite : Claude Lévi-Strauss, Ruth Landes, Charles Walter Wagley (Rio de Janeiro, fin des années 1930).

De retour en France à la veille de la Seconde Guerre mondiale, Lévi-Strauss est mobilisé en 1939-1940 sur la ligne Maginot comme agent de liaison, puis, après la débâcle, enseigne au lycée de Montpellier, avant d’être révoqué en octobre 1940 en raison des lois raciales de Vichy.
Il se sépare de son épouse Dina et quitte la France avec l'aide de Varian Fry en mars 1941 pour se réfugier à New York, alors haut lieu de bouillonnement culturel, accueillant de nombreux intellectuels français en exil,. À la rentrée 1941, il est chargé d'enseigner la sociologie contemporaine de l'Amérique du Sud à la New School for Social Research.
En 1942, il rallie la France libre, l'organisation de résistance extérieure fondée par le général de Gaulle et travaille comme speaker à l’Office of War Information. La rencontre avec Roman Jakobson (qui lui est présenté par Alexandre Koyré), dont il suit les cours et devient un proche, est décisive sur le plan intellectuel : la linguistique structurale lui apporte les éléments théoriques qui lui faisaient défaut pour mener à bien son travail d'ethnologue sur les systèmes de parenté. Il s'attelle alors à la mise en forme rédactionnelle des matériaux ethnographiques rapportés du Brésil.
Parallèlement, il s'engage auprès des Forces françaises libres, et est affecté à la mission scientifique française aux États-Unis. Il fonde avec Henri Focillon, Jacques Maritain, Jean Perrin et d'autres l'École libre des hautes études de New York en février 1942.

### Apogée scientifique
Rappelé en France en 1944 par le ministère des Affaires étrangères, il retourne aux États-Unis en 1945 pour y occuper les fonctions de conseiller culturel auprès de l'ambassade de France, et poursuivre grâce à la richesse des bibliothèques américaines l'écriture de son premier grand ouvrage ethnologique sur la parenté, avec le projet d'en faire une thèse universitaire.
Divorcé de sa première femme Dina, il épouse en 1946 Rose-Marie Ullmo (1913-1985), avec qui il a un fils, Laurent, l'année suivante. La rédaction de sa thèse « Les Structures élémentaires de la parenté » achevée, il rentre en France avec sa famille au tout début de 1948. En 1949, il soutient et publie sa thèse, devient sous-directeur du musée de l'Homme, puis, sollicité par Lucien Febvre, obtient une chaire de directeur d'études à l'École pratique des hautes études (où il enseigne à la fois à la Ve et à la VIe section, future EHESS).
En 1954, il épouse en troisièmes noces Monique Roman, avec qui il aura un second fils, Matthieu.

#### Tristes Tropiques
Il publie en 1955 dans la collection « Terre humaine » (créée par Jean Malaurie chez Plon) Tristes Tropiques, livre à mi-chemin de l'autobiographie, de la méditation philosophique et du témoignage ethnographique, qui connaît un énorme succès public et critique : de Raymond Aron à Maurice Blanchot, de Georges Bataille à Michel Leiris, de nombreux intellectuels applaudissent à la publication de cet ouvrage qui sort des sentiers battus de l'ethnologie. Avec la publication de son recueil d’Anthropologie structurale en 1958, il jette les bases de son travail théorique en matière d'étude des peuples premiers et de leurs mythes.

#### Collège de France

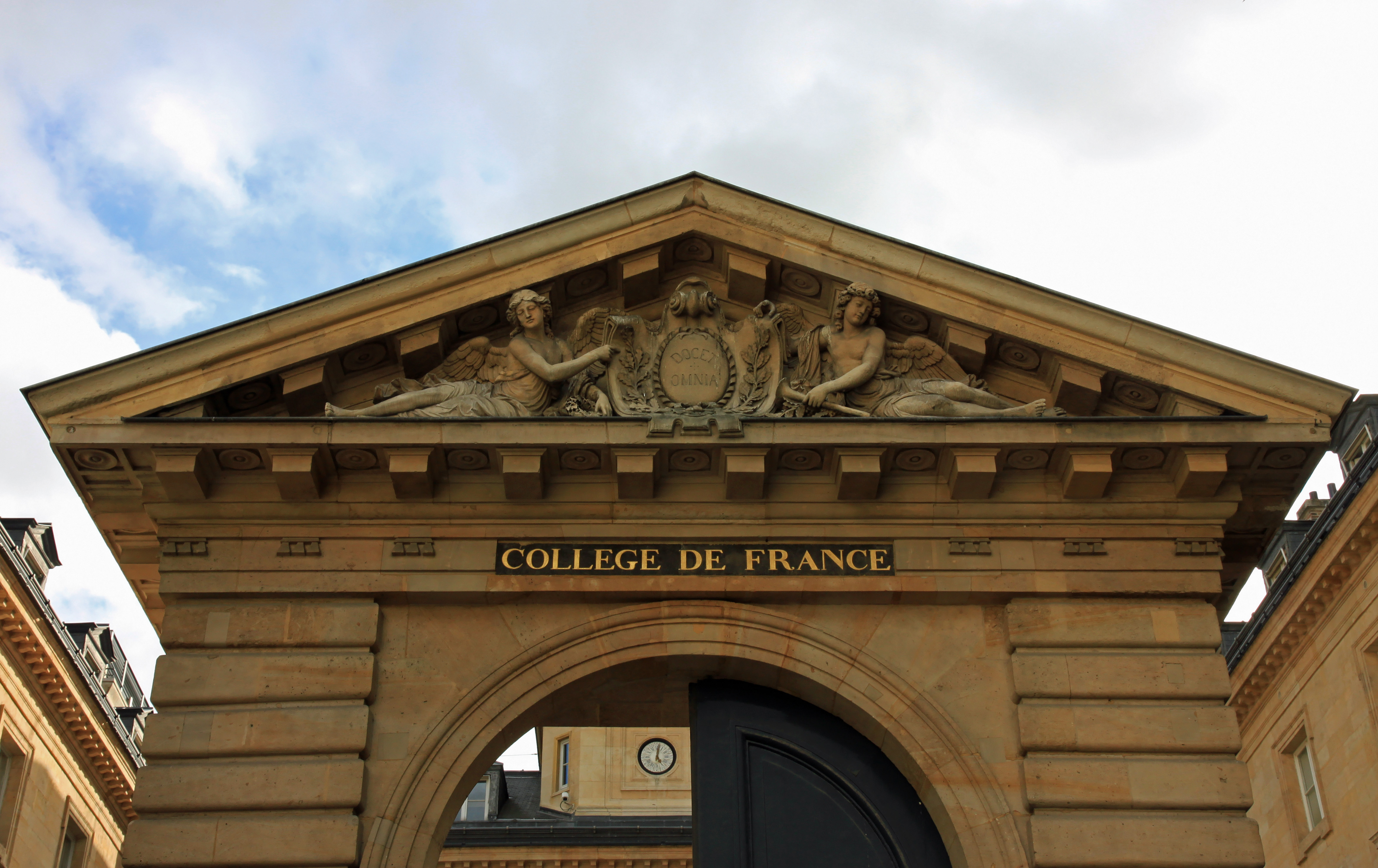
Fronton du Collège de France.

En 1959, après deux échecs, il est élu professeur au Collège de France, à la chaire d'anthropologie sociale. À l'été 1960 est mise en place la structure d'un laboratoire d'anthropologie sociale, qui relève à la fois du Collège de France et de l'École pratique des hautes études. Il propose à l'anthropologue Isac Chiva de codiriger ce laboratoire d'anthropologie sociale. Il obtient de Fernand Braudel que le seul exemplaire européen des Human Relations Area Files (en) produit par l'université Yale soit confié au nouveau laboratoire, ce qui fait de cette nouvelle structure « avant même d'avoir lancé recherches et missions […] un centre de référence en matière ethnographique ».

#### Écologie et pensée primitive
Il fonde en 1961 avec Émile Benveniste et Pierre Gourou la revue L'Homme, qui s'ouvre aux multiples courants de l'ethnologie et de l'anthropologie, et cherche à favoriser l'approche interdisciplinaire. Du début des années 1960 au début des années 1970, il se consacre à l'étude des mythes, en particulier la mythologie amérindienne. Ces études – les Mythologiques – donnent lieu à la publication de plusieurs volumes, dont le premier, Le Cru et le Cuit, paraît en 1964. Il donne de nombreux entretiens à la presse et peut ainsi présenter « sous une forme vulgarisée les idées qui lui tiennent à cœur » et à ce titre, 

« dans les années 1960, avant que l'écologie ne devienne une idéologie et un parti […] Lévi-Strauss, par ses vues distantes et sévères, lui a sans doute donné, hors de tout effet de pathos, sa formulation la plus radicale. »

Lévi-Strauss fut un précurseur dans le domaine de l'écologie, il a notamment œuvré à la réhabilitation de la pensée primitive. 

#### Académie française
Il est élu en mai 1973 à l'Académie française. Comme le veut la tradition, il fait l'éloge de son prédécesseur, Henry de Montherlant, et Roger Caillois, prononçant – à la demande de Lévi-Strauss – le discours de « réponse », en profite pour lancer « une série de flèches empoisonnées » sur sa méthode et ses présupposés scientifiques. 
Son entrée à l'Académie française suscite autant d'interrogations au sein de la Coupole que parmi ses amis et collaborateurs. Lévi-Strauss poursuit ses recherches sur la mythologie : Myth and Meaning (1978), La Potière jalouse (1985), et enfin Histoire de Lynx (1991), qui clôt un travail entamé quarante ans plus tôt.

#### Retraite
En 1982, il prend sa retraite et quitte son poste au Collège de France. Il pèse de toute son influence pour que Françoise Héritier, sa collaboratrice de longue date, lui succède. Il continue cependant à venir au moins une fois par semaine au laboratoire pour y recevoir de jeunes chercheurs, « toujours prêt à échanger », comme le souligne Françoise Héritier.

### Dernières années
À partir de 1994, Claude Lévi-Strauss publie moins. Il continue toutefois à donner régulièrement des comptes rendus de lecture pour la revue L'Homme. En 1998, à l'occasion de son quatre-vingt-dixième anniversaire, la revue Critique lui dédie un numéro spécial dirigé par Marc Augé, et une réception a lieu au Collège de France. Lévi-Strauss évoque sans détour la vieillesse et déclare notamment : « [il y a] aujourd'hui pour moi un moi réel, qui n'est plus que le quart ou la moitié d'un homme, et un moi virtuel qui conserve encore une vive idée du tout. Le moi virtuel dresse un projet de livre, commence à en organiser les chapitres, et dit au moi réel : « C'est à toi de continuer ». Et le moi réel, qui ne peut plus, dit au moi virtuel : « C'est ton affaire. C'est toi seul qui vois la totalité ». Ma vie se déroule à présent dans ce dialogue très étrange ».
Il donne pour un numéro de L'Homme d'avril-septembre 2002 consacré à « La question de parenté » une postface dans laquelle il se félicite de constater que les lois et règles de fonctionnement qu'il a mises au jour « restent au cœur des travaux contemporains ». Au début de l'année 2005, lors d'une de ses dernières apparitions à la télévision française, il déclare, reprenant en des termes très proches une opinion qu'il avait déjà exprimée en 1972 (dans un entretien avec Jean José Marchand) puis en 1984 (dans un entretien avec Bernard Pivot) : « Ce que je constate : ce sont les ravages actuels ; c'est la disparition effrayante des espèces vivantes, qu'elles soient végétales ou animales ; et le fait que du fait même de sa densité actuelle, l'espèce humaine vit sous une sorte de régime d'empoisonnement interne – si je puis dire – et je pense au présent et au monde dans lequel je suis en train de finir mon existence. Ce n'est pas un monde que j'aime ».
En mai 2008, une partie de son œuvre, sélectionnée par Lévi-Strauss lui-même, est publiée dans un volume de la Bibliothèque de la Pléiade sous le titre d’Œuvres. Le choix de la collection prestigieuse de la maison Gallimard apparaît à Emmanuel Désveaux comme un « embaumement de l’œuvre lévi-straussienne » et l'ensemble du projet éditorial ne permet pas à ses yeux de faire efficacement place à la réflexion anthropologique « extrêmement puissante » de l'auteur. C'est également le sentiment de Maurice Bloch qui remarque, de concert avec l'introduction « impertinente » rédigée par Vincent Debaene pour ce volume, que la « France préfère de loin se représenter ses grands scientifiques et penseurs en grandes figures littéraires plutôt que les célébrer pour ce qu'ils ont dit ou découvert ».
Le 28 novembre 2008, à l'occasion de son centenaire, de nombreuses manifestations sont organisées. Le musée du Quai Branly lui dédie une journée au cours de laquelle, devant un public très nombreux, des écrivains, des hommes de science et des artistes lisent un choix de ses textes. L'Académie française l'honore également, le 27 novembre, en fêtant le premier centenaire de son histoire,. La Bibliothèque nationale de France organise une journée au cours de laquelle les visiteurs découvrent les manuscrits, les carnets de voyages, les croquis, les notes et même la machine à écrire de l'anthropologue. Le président de la République, Nicolas Sarkozy, se rend au domicile parisien de Lévi-Strauss en compagnie d'Hélène Carrère d'Encausse pour s'entretenir avec lui de « l'avenir de nos sociétés ». La ministre de l’Enseignement Supérieur et de la Recherche, Valérie Pécresse, annonce pour son centenaire la création d’un Prix Claude Lévi-Strauss, d’un montant de 100 000 euros qui doit récompenser chaque année le « meilleur chercheur » dans les disciplines telles que l’histoire, l’anthropologie, les sciences sociales ou l'archéologie. Son premier lauréat est, en juin 2009, l'anthropologue Dan Sperber.

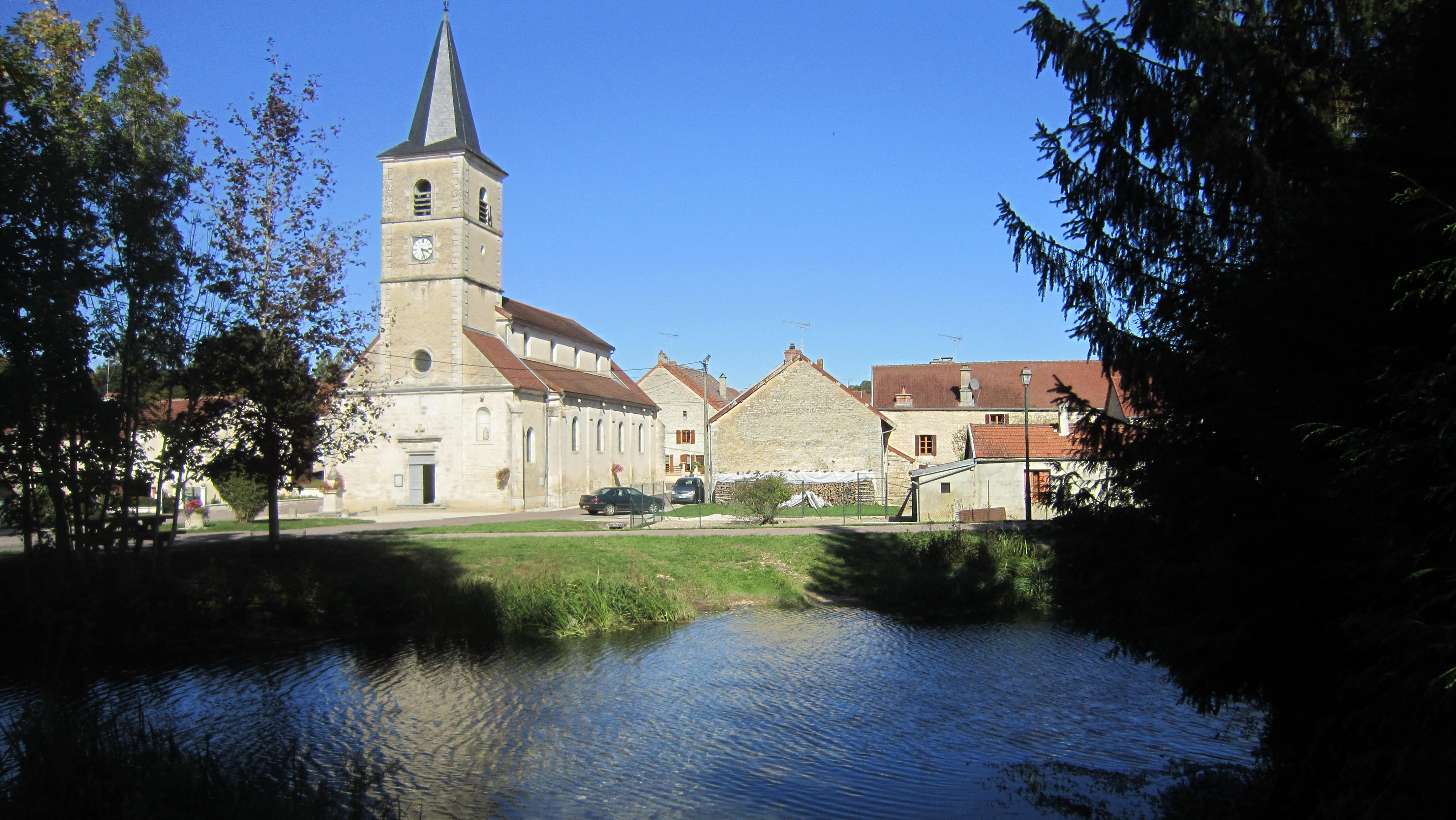
Lignerolles (Côte-d'Or), où Claude Lévi-Strauss est inhumé.

Claude Lévi-Strauss meurt le vendredi 30 octobre 2009 d'une crise cardiaque, à son domicile du 2, rue des Marronniers dans le 16e arrondissement de Paris,,. Il est inhumé dans l'intimité à Lignerolles (Côte-d'Or) trois jours plus tard,[source insuffisante]. À l'annonce de son décès le 3 novembre 2009, Roger-Pol Droit dresse pour Le Monde le portrait d'un homme qui « ne dissociait pas la défense de la diversité culturelle et celle de la diversité naturelle ». Robert Maggiori, pour Libération, estime que l'héritage le plus « sacré » de Lévi-Strauss « est l’idée que les cultures ont la même force et la même dignité, parce qu’on trouve en chacune, aussi éloignée soit-elle des autres, des éléments poétiques, musicaux, mythiques qui sont communs ». Dans The Guardian, Maurice Bloch souligne que, malgré l'étiquette structuraliste utilisée par de nombreux auteurs, Lévi-Strauss n'a pas fait réellement école, et demeure une « figure solitaire, mais imposante, de l'histoire de la pensée », en raison notamment de son positionnement philosophique naturaliste.
Depuis, son œuvre reste saluée dans le monde entier pour son importance décisive dans l'histoire de l'anthropologie et de l'ethnologie. Françoise Héritier, qui lui a succédé au Collège de France, résume ainsi son héritage : « Nous avons découvert avec stupéfaction qu'il y avait des mondes qui n'agissaient pas comme nous. Mais aussi que derrière cette différence apparente, derrière cette rupture radicale avec notre propre réalité, on pouvait mettre en évidence des appareils cognitifs communs. Ainsi, nous prenions à la fois conscience de la différence et de l'universalité. Tel est son principal legs, encore aujourd'hui : nous sommes tous très différents, oui, mais nous pouvons nous entendre, car nos structures mentales fonctionnent de la même manière ». Elle confie encore : « Bien sûr, dans les rapports individuels, il fut un être d'amitié, de confiance, qui a toujours protégé celles et ceux qui ont travaillé avec lui. Mais il n'a jamais accepté la moindre familiarité. Il avait un regard d'éléphant, avec ce petit œil perçant qui vous mettait à nu. Quand on était en face de lui, on se désagrégeait, il fallait beaucoup de courage pour se reconstituer. Du reste, en dehors de sa famille ou de ses camarades d'école, y a-t-il eu des personnes qui ont tutoyé Lévi-Strauss ? J'en doute ».

## Filiations et sources initiales
Passionné dès son enfance de lectures et de « curiosités exotiques », philosophe devenu ethnologue, plongé précocement par les bouleversements de son époque, entre 1941 et 1944 à New York, dans l'atmosphère de bouillonnement intellectuel international et pluridisciplinaire de l’École Libre des Hautes Études, Lévi-Strauss construit son projet intellectuel, l'anthropologie structurale, sur des sources aussi nombreuses que variées et sur le mode de la rupture méthodologique, sans se rattacher formellement à une école ethno-anthropologie en particulier, constituant « un cas assez rare d'autodidactisme réussi ». Ses filiations intellectuelles sont ainsi réputées difficiles à tracer, d'autant plus que l’œuvre, très abondante, s'étale sur plus d'un demi-siècle et que Lévi-Strauss lui-même ne s'est qu'assez tardivement exprimé sur son parcours intellectuel initial. C'est en 1988, dans le livre d'entretien avec Didier Eribon De Près et de loin, qu'il fournit le plus d'indices à ce sujet.
Outre les fameuses « trois maîtresses » de sa jeunesse (marxisme, freudisme et géologie) dont il tire très tôt un attrait pour les dimensions cachées, organisées et synchroniques du réel,, Lévi-Strauss cite parmi ses inspirateurs précoces Richard Wagner, le sinologue Marcel Granet (1884-1940) dont il revisite les travaux dans les Structures élémentaires de la parenté en 1949 ; son aîné et ami Georges Dumézil (1898-1986) en qui il voit « l’initiateur de la méthode structurale » ; l'ethnologue Marcel Mauss (1872-1950), dont il célèbre dès 1950 dans Introduction à l’œuvre de Marcel Mauss les intuitions holistes en matière de faits de société; et Jean-Jacques Rousseau en qui il voit un des « fondateurs des sciences de l’homme ».

### Le rejet précoce de la philosophie post-moderne
C'est dans Tristes Tropiques (1955) que Lévi-Strauss livre la première description détaillée du basculement intellectuel à l'origine de sa carrière d'ethnologue. Jeune enseignant en philosophie, reçu à l'agrégation en 1931, il ressent très tôt une réticence vis-à-vis de l'institution et de la discipline au sein desquelles il se sent avoir été amené par défaut plus que par vocation. La philosophie française des années 1930 est très marquée par l'influence phénoménologique allemande (Husserl, Heidegger), prônant l'appréhension de la réalité exclusivement à travers le vécu subjectif, la perception individuelle ; Lévi-Strauss s'ennuie à pratiquer et à enseigner ce qui se résume pour lui à des « exercices verbaux », des « coups de théâtre spéculatifs à l'ingéniosité desquels se reconnaissent les bons travaux philosophiques », et s'inquiète dès ses premiers postes de devoir répéter à l'infini cet enseignement philosophique qui « exerçait l'intelligence en même temps qu'il desséchait l'esprit, […] une sorte de contemplation esthétique de la conscience par elle-même », et qui selon lui reprend à l'infini les mêmes schémas historiques déconnectés de la science et des phénomènes concrets.
Curiosité intellectuelle, refus de la monotonie et attirance ancienne vers les sciences naturelles vont se cristalliser en 1934 sous la forme de la vocation d'ethnologue : « La révélation m'est seulement venue vers 1933 ou 1934, à la lecture d'un livre rencontré par hasard et déjà ancien : Primitive Society, de Robert H. Lowie ». En 1934, lassé de plusieurs années d'engagement politique autant que de la philosophie institutionnelle, Lévi-Strauss abandonne son activité militante et recherche activement un poste d'ethnologue, qu'il obtient au Brésil au début de 1935. Il conservera toute sa vie de ce basculement de carrière une double aversion, pour la politique autant que pour la philosophie. Ce « compte à régler » avec les philosophes reviendra en force dans le « Finale » de l’Homme Nu (tome IV des Mythologiques) où Lévi-Strauss affirmera ne pas avoir « de philosophie qui mérite qu'on s'y arrête […]. Contraire à toute exploitation philosophique qu'on voudrait faire de mes travaux, je me borne à signifier que, à mon goût, ils ne pourraient, dans la meilleure des hypothèses, contribuer qu'à une abjuration de ce qu'on entend aujourd'hui par philosophie ».

### La révélation linguistique et phonologique

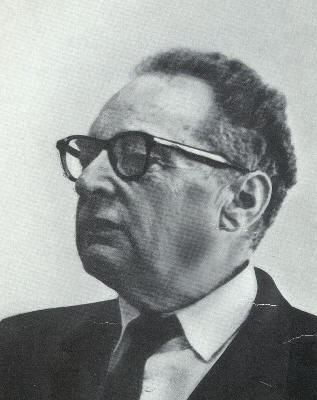
Le linguiste et phonologue russe Roman Jakobson.

Réfugié aux États-Unis entre 1941 et 1944, c’est auprès des anthropologues héritiers de l’école historique allemande et autrichienne (Robert Lowie, Alfred Kroeber, Franz Boas) que Lévi-Strauss puise l’idée d’une structure inconsciente des phénomènes collectifs tels que la parenté. Cette dimension inconsciente s'ancrait déjà dans le domaine du langage chez Boas, également grand linguiste, en qui Lévi-Strauss voit « l'un des premiers […] à insister sur ce fait essentiel pour les sciences de l'homme : les lois du langage fonctionnent au niveau inconscient ». Cette conviction méthodologique va s'épanouir particulièrement à partir de 1942 grâce à la collaboration du jeune ethnologue à New York dans le cadre de l’École libre des hautes études avec le linguiste et phonologue d’origine russe Roman Jakobson (1896-1982). La découverte de ces travaux structuraux de la phonologie, dans lesquels Jakobson et Troubetskoï développent et systématisent les acquis de Saussure en linguistique et de Boas en anthropologie, sont pour Lévi-Strauss un « éblouissement » intellectuel, la révélation soudaine des instruments qui manquaient à ses préoccupations et intuitions de toujours.
L’originalité de la démarche structurale de Lévi-Strauss va donc être de fusionner deux filiations intellectuelles sans lien entre elles jusqu'alors, et faisant un usage très différent du terme de structure: il va introduire la méthode de raisonnement de la phonologie dans l'anthropologie descriptive et fonctionnaliste des anglo-saxons. Dans la première partie (« Langage et parenté ») de son premier grand ouvrage méthodologique Anthropologie Structurale (1958), où il reprend entre autres trois articles publiés entre 1945 et 1953, Lévi-Strauss développe longuement la révolution méthodologique apportée par les disciplines du langage (linguistique et phonologie en particulier) dans les sciences sociales depuis le début du XXe siècle : « la phonologie ne peut manquer de jouer, vis-à-vis des sciences sociales, le même rôle rénovateur que la physique nucléaire, par exemple, a joué pour l’ensemble des sciences exactes ». Il reconnaît sa dette intellectuelle vis-à-vis de ces disciplines, évoquant notamment un article de 1933 de Troubetskoï qu’il qualifie « d’article programme » définissant les quatre démarches fondamentales de la phonologie, qui seront au fondement de l'anthropologie structurale: étude de l'infrastructure inconsciente des phénomènes perceptibles, traitement privilégié des relations entre les termes plutôt que des termes eux-mêmes, mise en évidence de systèmes, et découverte de lois générales par induction et par déduction.

### Sciences naturelles et mathématiques
Moins connues chez Lévi-Strauss que la filiation linguistique, les sciences naturelles (zoologie, botanique, géologie notamment) sont pour l'ethnologue une préoccupation de toujours,. À New York au début des années 1940, Lévi-Strauss découvre l'ouvrage On Growth and Forms (1917) de D'Arcy Wentworth Thompson, qui va constituer à côté des travaux de Jakobson l'autre apport majeur de cette période où prend naissance sa méthodologie structurale. Le naturaliste écossais y interprète « comme des transformations les différences visibles entre les espèces ou organes animaux ou végétaux au sein d'un même genre ». Cette inspiration naturaliste et esthétique, que Lévi-Strauss fait également remonter à Goethe, Albrecht Dürer et à Georges Cuvier, reviendra régulièrement dans son œuvre, et va être à l'origine du concept de transformation, fondamental dans l'anthropologie structurale lévi-straussienne.
C'est dans cette scientificité précocement revendiquée, opposant la construction minutieuse de modèles à l'empirisme anglo-saxon, que s’inscrit l'intérêt de Lévi-Strauss pour les mathématiques : dès les années 1940, il sollicite dans le cadre de sa thèse André Weil, mathématicien lui aussi émigré à New York et membre fondateur du groupe Bourbaki, pour résoudre avec la théorie des groupes (et le groupe de Klein) une énigme sur les règles de mariage. Dans l’introduction d’un article intitulé Les Mathématiques de l’Homme (1955), il fait remonter jusqu’à l’antiquité grecque les problématiques qu’il aborde avec l’anthropologie structurale, et qu’il a d’emblée cherché à intégrer dans un cadre scientifique de portée générale. Bien que poursuivant sa propre filiation intellectuelle, Lévi-Strauss continuera de faire régulièrement référence dans son œuvre aux mathématiques et à leurs applications émergentes dans les années 1950 aux États-Unis (cybernétique, théorie de l’information puis la systémique),,.

## Méthode structurale

### Contexte
Important en France le terme à l'époque anglo-saxon d'anthropologie sociale (comme science générale de la société), Lévi-Strauss cherche dès les années 1940 à appliquer à l'ethnologie le concept à l'époque naissant de structuralisme, c'est-à-dire à expliquer la diversité des faits de société par la combinatoire d'un nombre limité de possibilités logiques liées à l'architecture du cerveau humain, en rupture avec les courants dominants de cette époque en ethno-anthropologie : évolutionnisme, diffusionnisme, culturalisme, fonctionnalisme. La méthode qu'il commence à construire, qu'il appelle dès lors l’anthropologie structurale, associe donc les principes généraux des sciences naturelles et ceux de la formalisation logico-mathématique et linguistique, pour appréhender une société en tant que système complexe doué de propriétés autonomes invariables (« structurales ») découlant des relations entre les éléments (les individus) qui le composent, non déductibles de l’étude de ces seuls individus et non perceptibles consciemment a priori par eux.
Les termes d’analyse (ou méthode) structurale en anthropologie ont souvent été employés indifféremment comme synonymes d’anthropologie structurale par Lévi-Strauss lui-même, qui les a fixés comme titres de plusieurs de ses articles et ouvrages. Ainsi tout au long de sa carrière, à côté des grands thèmes anthropologiques où il applique sa méthode (parenté, symbolisme, totémisme, mythes, puis système à maison), il continue de publier des écrits méthodologiques, dans lesquels il affine les aspects fondamentaux de son grand projet scientifique. Il rassemblera au fur et à mesure ces différents articles dans trois livres constituant une suite cohérente : Anthropologie Structurale (1958), Anthropologie Structurale deux (1973), et enfin Le regard éloigné (1983) qui d'après l'auteur dans la préface, aurait pu s'appeler Anthropologie structurale trois.

### Définitions
C'est assez précocement dans sa carrière, à partir de la deuxième moitié des années 1940 et à côté de ses travaux sur la parenté (il soutient en 1949 sa thèse de philosophie sur Les Structures élémentaires de la parenté), que Lévi-Strauss a commencé à détailler les fondements de la méthode structurale qu’il entend développer en anthropologie. Plusieurs ouvrages et articles de cette époque font ainsi figures de « manifestes structuraux », : L’analyse structurale en linguistique et en anthropologie (article, 1945), Introduction à l’œuvre de Marcel Mauss (1950), La notion de structure en ethnologie (article, 1952). Lévi-Strauss y reprend les principes fondamentaux de la linguistique et de la phonologie structurales, consistant à étudier des faits :
- à leur niveau non conscient, objectif, sans se limiter au vécu subjectif et à la perception consciente des individus (indigènes ou informateurs) ;
- en privilégiant les relations entre les termes (ou éléments), et non plus seulement ces termes eux-mêmes :
- sous l’angle de leur système d’appartenance, ensemble dynamique où évoluent ces termes et leurs relations réciproques :
- par l’intermédiaire de lois générales, universelles, qu’il s’agit de formuler à la fois par une démarche inductive et déductive.

Une définition plus tardive de la méthode structurale par Lévi-Strauss, restée célèbre et illustrant ses liens étroits avec la démarche intellectuelle générale des sciences fondamentales, est celle figurant dans Tristes Tropiques (1955), son livre le plus diffusé :

« L’ensemble des organisations sociales d’un peuple est toujours marqué par un style, elles forment des systèmes. Je suis persuadé que ces systèmes n’existent pas en nombre illimité, et que les sociétés humaines comme les individus […] ne créent jamais de façon absolue, mais se bornent à choisir certaines combinaisons dans un répertoire idéal qu’il serait possible de reconstituer. En faisant l’inventaire de toutes les organisations sociales observées, de toutes celles imaginées […] on parviendrait à dresser une sorte de tableau périodique comme celui des éléments chimiques, où toutes les organisations réelles ou simplement possibles apparaîtraient groupées en familles, et où nous n’aurions plus qu´à reconnaître celles que les sociétés ont effectivement adoptées. »

### Principes généraux

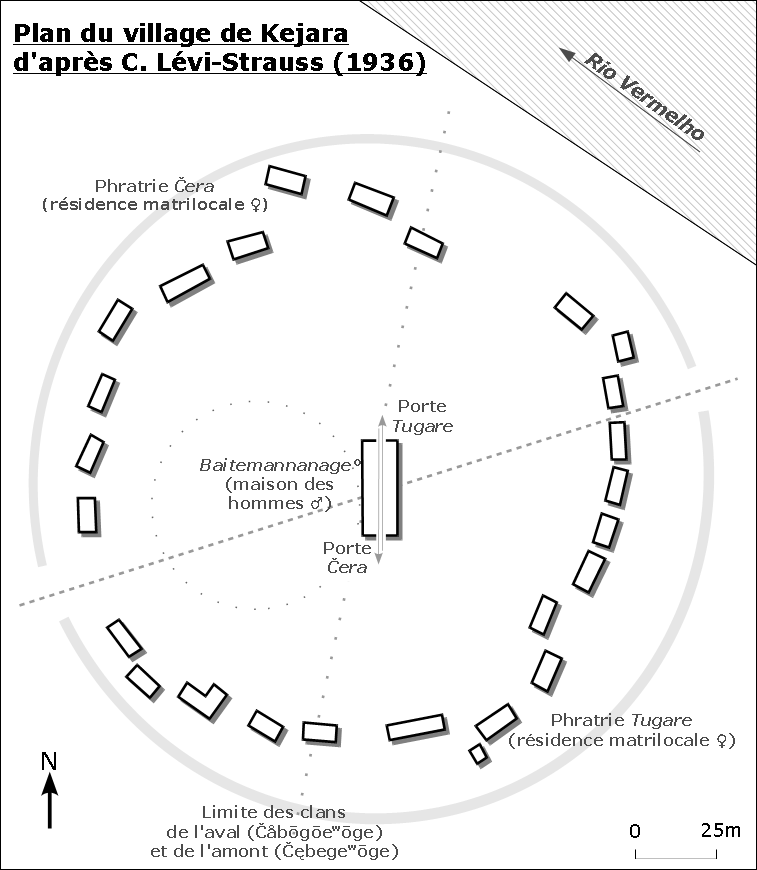
Modèle graphique en analyse structurale: exemple d'un village Bororo (C. Lévi-Strauss, « Contribution à l'étude de l'organisation sociale des Indiens Bororo », Journal de la Société des Américanistes, 28-2, 269-304, 1936).

Le concept de modèle est central dans l'anthropologie structurale, Lévi-Strauss lui donnant la même définition que celle utilisée par les sciences naturelles : un outil intellectuel permettant de se représenter et donc d’appréhender, sous-jacente à la réalité étudiée, une structure elle-même abstraite mais dont les manifestations sont très réelles. Le modèle est un instrument d’approche, à caractère provisoire, qui s’il apparaît validement expliquer la réalité étudiée, est retenu alors plus définitivement sous le terme de structure,.
La notion de modèle explique notamment l'importance de la dimension spatiale (souvent dite synchronique) chez Lévi-Strauss, comparativement aux paradigmes antérieurs dans sa discipline. La dimension temporelle, très largement dominante dans l'anthropologie évolutionniste et fonctionnaliste, est loin d'être exclue de l'anthropologie structurale mais n'y est plus qu'une dimension de l'environnement dans lequel ont lieu les transformations (ou mutations, ou variations) de la structure sociale. En effet la représentation à l’aide du modèle n’est pas seulement intellectuelle, mais (comme en science fondamentale) volontiers visuelle, graphique : dessin, schéma ou carte, outils dont Lévi-Strauss se sert largement à l'appui de ses démonstrations, par exemple avec des plans de villages indigènes : « Personne n'a sérieusement cherché quelles corrélations peuvent exister entre la configuration spatiale des groupes, et les propriétés formelles qui relèvent des autres aspects de leur vie sociale. Pourtant de nombreux documents attestent la réalité et l'importance de telles corrélations, principalement en ce qui concerne, d'une part la structure sociale, et de l'autre, la configuration spatiale des établissements humains : villages ou campements ». Cette question des plans de villages est traitée de façon très caractéristique dans l'article Les organisations dualistes existent-elles ? (1956).
Par ailleurs, chez Lévi-Strauss, la notion de système est bien différenciée de celle de structure, et étroitement liée à celle de transformation. Le système social désigne le groupe humain compris comme un ensemble composé d’éléments entretenant entre eux des relations. La structure en revanche, découverte au terme du raisonnement structural (au moyen des modèles), est une configuration de ces relations inter-individuelles internes au système, qui peut varier selon un nombre limité de possibilités logiques. Enfin la transformation (comprise au sens mathématique et naturaliste) désigne chacune de ces variations de la structure logique sous l'effet de l'environnement, par permutation dans le temps ou dans l'espace de termes et/ou de relations, créant une variante (une nouvelle configuration) du système. Les configurations proches dans le temps et/ou dans l'espace sont appelées groupe de systèmes, et les transformations qui les induisent, groupe de transformations (selon le principe mathématique) ; et c'est parce que le nombre de configurations stables logiquement possibles de la structure sociale est limité, que des structures identiques de phénomènes sociaux (parenté, mythes, formes artistiques, etc.) peuvent être identifiées en des temps ou des lieux très éloignés rendant le contact entre les sociétés considérées très improbable :

« Le terme « groupe » ne désigne pas le groupe social, mais plus généralement la manière dont les phénomènes sont groupés entre eux. […] Il est impossible de concevoir les relations sociales en dehors d'un milieu commun qui leur serve de système de référence. L'espace et le temps sont les deux systèmes de référence qui permettent de penser les relations sociales, ensemble ou isolément. »

## Thèmes d'application
Ayant élaboré sa méthode structurale dans les années 1940 à New York afin d'organiser et de mettre en forme les données ethnographiques qu'il avait collectées au Brésil entre 1935 et 1938, Lévi-Strauss applique d'abord cette méthode sur les relations de parenté, l'un des thèmes majeurs de l'anthropologie de l'époque. Reprenant et élargissant la tension entre nature et culture abordée dans sa thèse, il va ensuite se tourner vers d'autres thématiques : le symbolisme et la pensée sauvage dans les années 1950, la mythologie dans les années 1960, la parenté cognatique dans les années 1970 et 1980 ; et tout au long de sa carrière, mais plus particulièrement après sa retraite en 1982, vers l'art d'une part, vers l'histoire et le temps des sociétés d'autre part.

### Les structures élémentaires de la parenté
Avec la méthode structurale, Lévi-Strauss donne un nouveau souffle aux études de parenté. L'anthropologie prenait traditionnellement comme objet fondamental de son étude la famille, étudiée comme groupe de filiation dans une dimension diachronique (temporelle), et considérée comme une unité autonome composée d'un mari, d'une femme et de leurs enfants, en tenant pour secondaires les neveux, cousins, oncles, tantes et grands-parents. À partir de sa thèse sur les structures élémentaires de la parenté, Lévi-Strauss révolutionne ces études et jette une lumière nouvelle sur des faits de société jusque-là peu étudiés et considérés comme obscurs : réciprocité entre groupes de parenté, exogamie, interdits de mariage. Il est le premier à insister sur l'importance de l'alliance au sein des structures de parenté, développant une vaste « théorie de l'alliance » qui met en rapport d'une part la nécessité de l'échange et de la réciprocité, d'autre part le principe de prohibition de l'inceste.
Pour cela il change radicalement d'approche. Reprenant le modèle linguistique et phonologique de la « valeur » en tant que position dans un système, et s’appuyant sur l’analyse des niveaux dits d’appellations et d’attitude déjà décrits dans les systèmes de parenté par ses prédécesseurs, Lévi-Strauss éclaire la compréhension comparative de diverses ethnographies classiques (Trobriand, Siuai, Tcherkesses, Tonga, Lac Kutubu) en renversant le point de vue traditionnel de l'anthropologie pour mettre en avant les membres secondaires de la famille et en centrant son analyse sur les relations entre les unités plutôt que sur les unités elles-mêmes: les membres d'une parenté n'acquièrent des identités déterminées que par les relations qu'ils entretiennent les uns avec les autres. Lévi-Strauss introduit dans le groupe familial type le terme d’oncle maternel et la relation d’avunculat, pour construire son premier grand modèle structural. En analysant comment se forment les identités au cours des mariages intertribaux, il remarque en effet que la relation entre un oncle et son neveu (A) est à la relation entre un frère et sa sœur (B) ce que la relation entre un père et son fils (C) est à celle qui relie un mari à sa femme (D) : A est à B ce que C est à D. De la sorte, en connaissant A, B et C, on peut prédire D. L'anthropologie structurale permet donc d'extraire depuis de larges masses de données empiriques des relations générales entre des unités, et d'isoler des lois à valeur prédictive :

« Cette structure repose elle-même sur quatre termes (frère, sœur, père, fils), unis entre eux par deux couples d’opposition corrélatives, et tels que, dans chacune des deux générations en cause, il existe toujours une relation positive et une relation négative. […] Cette structure est la structure de parenté la plus simple qu’on puisse concevoir et qui puisse exister. C’est à proprement parler l’élément de parenté. »

Loi générale applicable à de nombreux exemples, relations privilégiées par rapport aux termes, systèmes dépassant la conscience des individus, les grands principes de l’anthropologie structurale sont alors déjà réunis en une « logique : un système de différences et une dynamique des régularités dans les relations de parenté. Leur analyse peut sous ce rapport prétendre au même degré de scientificité que celle revendiquée par la linguistique ».
Dans la préface à la première édition (de 1949) des Structures élémentaires de la parenté (terme désignant des systèmes où il existe une règle précise désignant le type de conjoint à épouser : telle relation dans la parenté, par exemple un(e) cousin(e) matri- ou patrilinéaire, ou tel clan), Lévi-Strauss précisait qu'après cette étude, « la place reste ouverte à une autre, réservée aux structures complexes ; peut-être même à une troisième, […] le système des appellations ». Les structures complexes désignaient, dans cette optique, les systèmes non prescriptifs. Lévi-Strauss finira par abandonner le projet d'écrire le ou les ouvrages projetés sur les autres types de structure de parenté.
Une des implications majeures de ce travail est de considérer la prohibition de l'inceste comme étant le fait de passage reliant la nature à la culture. Le règne de la nature se caractérisant en effet par la présence de lois universelles qui ne sont pas des règles, et celui de la culture comme la présence de règles particulières qui ne sont pas des lois, la prohibition de l'inceste - en tant qu'elle se retrouve dans l'ensemble des sociétés humaines et comme étant la condition de leur existence en obligeant l'individu à sortir du cercle familial immédiat pour trouver son conjoint - offre la double particularité d'être une règle mais d'être en même temps universelle. Elle est donc le point où s'articulent nature et culture.

### Nature et culture: le symbolisme et la pensée sauvage

#### Nature et culture: dualisme ou monisme?
Les Structures élémentaires de la parenté s'ouvraient en 1949 par leur premier chapitre sur les rapports entre nature et culture, une ancienne et délicate problématique, centrale en ethnologie et anthropologie, rejoignant d'autres débats classiques dans l'histoire de la philosophie (inné et acquis, donné et construit, esprit et matière). La position de Lévi-Strauss vis-à-vis de cette question a souvent été interprétée, notamment par ses collègues anglophones (à tort, pour l'anthropologue Philippe Descola) comme celle d'un vieux dualisme issu de Descartes et d'une coupure radicale marquée par l'apparition du langage, même s'il précisait en fin d'ouvrage que « les lois de la pensée – primitive ou civilisée – sont les mêmes que celles qui s'expriment dans la réalité physique et dans la réalité sociale, qui n'en est elle-même qu'un des aspects ». Lévi-Strauss est donc revenu sur ce débat dans la préface à la seconde édition des Structures élémentaires, en 1967, reconnaissant les ambiguïtés de sa formulation initiale, les progrès accomplis depuis en génétique et en éthologie (sur la communication inter-individuelle chez les grands singes), et suggérant qu'il ne faut voir dans l'opposition nature/culture qu'une « création artificielle de la culture, un ouvrage défensif que celle-ci aurait creusé sur son pourtour parce qu'elle ne se sentait capable d'affirmer son existence et son originalité qu'en coupant tous les passages propres à attester sa connivence originelle avec les autres manifestations de la vie ».
Après la parution de sa thèse en 1949, Lévi-Strauss quitte au moins temporairement le champ de la parenté pour se consacrer à l'établissement institutionnel de sa discipline, fragilisée et marginalisée sur le plan académique dans la France de l'après-guerre. Il s'agit alors pour lui de défendre la place de l'ethnologie, et d'établir celle de l'anthropologie qu'il souhaite refonder en France en tant que vaste science de l'esprit humain en société. Soucieux à ce titre d'élargir ses vues aux conditions « inconscientes » de la vie sociale, et amené à réorienter son enseignement à la suite de sa nomination par le jeu des postes académiques à la chaire dites des « religions comparées des peuples non civilisés » de la Ve section de l'École pratique des hautes études,, il reprend le débat sur l'opposition nature/culture en s'inspirant des travaux de Mauss et de ses prédécesseurs sur le symbolisme en sciences sociales.

#### Le Symbolisme:Introduction à l'œuvre de Marcel Mauss
Dans la tradition des sciences sociales, à côté de l'usage qui en était fait dans les arts (voir : Symbolisme dans l'art), en psychanalyse freudienne et en psychologie analytique chez Jung, le terme de symbolisme (ou fait symbolique) était en effet utilisé essentiellement dans les études sur la religion, avant d'être repris en sociologie par l'école durkheimienne, surtout chez Émile Durkheim (1858-1917) puis au sein de l'ethnologie naissante par Marcel Mauss (1872-1950). S'il existe encore à cette époque un certain évolutionnisme, notamment chez Lucien Lévy-Bruhl (1857-1939) et sa conception prélogique de la mentalité primitive opposée à la pensée occidentale « civilisée », Durkheim et Mauss introduisent une approche globale (holiste) de phénomènes de société comme le don et la réciprocité, pris comme « fait social total » (fait symbolique) : « [Mauss] réfère à Durkheim, qui en eut bien l'intuition, le fait que la symbolisation est à la fois un fait naturel et un fait culturel. […] Les symbolismes sont tout simplement une condition nécessaire de tout groupe. […] Si les symboles et les signes forment un ordre propre, c'est parce qu'ils renvoient les uns aux autres et pas seulement aux choses, aux référents qu'ils désignent […]. Les symboles n'existent qu'en réseaux (ce qu'on pourrait appeler les symbolismes, ceux d'un rite, d'une religion, d'une culture) dont l'ensemble, au niveau anthropologique, peut être appelé le symbolique ».
L'approche maussienne va jouer une influence importante sur Lévi-Strauss à l'époque où celui-ci élabore les principes de son anthropologie structurale. C'est ce legs dont Lévi-Strauss rend compte en 1950 dans la préface que le sociologue Georges Gurvitch lui demande de rédiger à Sociologie et anthropologie, recueil de textes en l'honneur de Mauss tout juste décédé. Dans cette préface, qui deviendra l'un des textes fondateurs de l'anthropologie structurale sous le titre d’Introduction à l’œuvre de Marcel Mauss, s'il estime que Mauss n'est pas allé assez loin dans ses intuitions, Lévi-Strauss salue la grande modernité et l'intense potentiel explicatif des perspectives soulevées : importance des phénomènes non conscients dans les productions collectives, privilège accordé à la fonction organisatrice (cohésion sociale) du symbolisme plus qu'à sa valeur de signification (notion d'ordre symbolique) : « C'est cette subordination du psychologique au sociologique que Mauss met utilement en lumière. […] Il est de la nature de la société qu'elle s'exprime symboliquement dans ses coutumes et dans ses institutions ; au contraire, les conduites individuelles normales ne sont jamais symboliques par elles-mêmes : elles sont les éléments à partir desquels un système symbolique, qui ne peut être que collectif, se construit ».
Plus encore que chez Mauss, le symbolisme pour Lévi-Strauss (au sens de tout phénomène collectif, quel qu'il soit : langage, règle de parenté, mariage, religion, rite, récit mythique, art…) est fondamentalement un mécanisme régulateur de la société, une condition indispensable de son équilibre. Le social et le symbolique sont donc par essence indissociables, et la question de l'antériorité de l'un sur l'autre ne se pose pas. Par son caractère global, un système symbolique a beaucoup plus que la fonction de représentation (de signification) qui lui a historiquement donné son nom : par le jeu de combinaison de relations (homologies, oppositions, inversions), il produit de l'ordre à partir de l'immense quantité de données hétérogènes et confuses que les individus reçoivent en permanence de leur environnement et qui débordent les explications établies (scientifiques) dont ils disposent.

#### Évolution du modèle: Totémisme et pensée sauvage
Lévi-Strauss avait déjà, en 1949, détaillé cette fonction d'organisation et de mise en cohérence de processus inconscients par le symbolisme dans deux articles (Le Sorcier et sa magie, et L'efficacité symbolique) à propos des fonctions de magicien et de chaman dans certaines sociétés sans écriture. Tout au long des années 1950, il continue de travailler sur ces questions, et affine ce concept de pensée symbolique qu'il va finalement appeler « pensée sauvage », et livrer au public en 1962 dans l'ouvrage du même nom qui connaîtra un succès considérable.
La pensée sauvage (que Lévi-Strauss appelle aussi « bricolage intellectuel ») est une opération symbolique de l'esprit humain en société organisant le concret (la perception sensible immédiate) de façon globale sans étape de découpage ni d'analyse ; elle se définit par complémentarité (plus que par opposition) avec la pensée dite domestiquée (ou scientifique, « pensée de l'ingénieur ») qui procède quant à elle lentement, par étapes intellectuelles d'induction et de déduction, pour aboutir à des résultats toujours partiels mais reproductibles. Point fondamental par lequel Lévi-Strauss renverse l'évolutionnisme anthropologique historique, la pensée sauvage n'est en rien une quelconque « pensée des sauvages » considérée péjorativement (car « chaque civilisation a tendance à surestimer l'orientation objective de sa pensée ») mais constitue à l'inverse un mode de pensée universel et intemporel à côté de la pensée scientifique, en alternance et en « compétition » avec elle : « Au lieu, donc, d'opposer magie et science, il vaudrait mieux les mettre en parallèle, comme deux modes de connaissance, inégaux quant aux résultats théoriques et pratiques […], mais non par le genre d'opérations mentales qu'elles supposent toutes deux, et qui diffèrent moins en nature qu'en fonction des types de phénomènes auxquels elles s'appliquent ». La pensée sauvage continue donc de s'exprimer à tout moment et dans toute société, y compris l'occident contemporain, dans des domaines de la production humaine où elle « se trouve relativement protégée : c'est le cas de l'art, auquel notre civilisation accorde le statut de parc national […] ; et c'est surtout le cas de tant de secteurs de la vie sociale non encore défrichés ».
Cette oscillation constitutive de l'esprit humain, de tout temps et de tout lieu, est alors à même de rendre compte du « paradoxe néolithique », c'est-à-dire de cette période d'effervescence technique considérable où en des endroits différents du globe l'homme découvre l'agriculture et la maîtrise d'outils nouveaux, suivie de siècles de stagnation. La pensée scientifique (abstraite) est en effet énergétiquement coûteuse, et peut déstabiliser l'ordre social en cas d'évolution technique trop rapide (perte de repères explicatifs): la pensée sauvage (concrète) intervient alors comme mode spontané et complémentaire d'organisation et de rééquilibrage collectif, de garantie pour l’homéostasie du système social.
La pensée sauvage, même si elle procède sans logique scientifique, est pourtant comme n'importe quel processus cérébral une pensée classificatoire, terme-clé dans la théorie lévi-straussienne. Elle se saisit des formes du réel dans leur globalité pour catégoriser et nommer les phénomènes culturels par analogie avec la nature: c'est par ce raisonnement que Lévi-Strauss dans La Pensée Sauvage reprend et réinterprète entièrement le problème, classique en anthropologie, du totémisme, qu'il avait déjà abordé dans un livre plus bref publié quelques mois auparavant, début 1962, Le Totémisme aujourd'hui. Dans son optique, le totémisme (façon dont les clans ou groupes vénèrent des animaux ou plantes d'après lesquels ils se nomment eux-mêmes, dans certaines sociétés) est en réalité une illusion ethnographique par erreur d'échelle : là où on a cru le voir, il ne fallait pas en fait considérer de façon isolée chaque ressemblance groupe-totem, mais des « différences qui se ressemblent », c'est-à-dire un différentiel entre le plan de la nature (les totems) et celui de la culture (les groupes) en se plaçant à l'échelle globale de l'ethnie considérée voire de plusieurs ethnies voisines :
1. société « à totem » :
```
     NATURE     espèce 1 ≠ espèce 2 ≠ espèce 3 ≠ espèce 4
                         |          |          |
     CULTURE    groupe 1 ≠ groupe 2 ≠ groupe 3 ≠ groupe 4
```

2. société « à castes »
```
     NATURE     espèce 1 ≠ espèce 2 ≠ espèce 3 ≠ espèce 4
                   |          |          |          |
     CULTURE    groupe 1 ≠ groupe 2 ≠ groupe 3 ≠ groupe 4
```

Dans les sociétés exogames, dites classiquement « à totem » (schéma no 1), les groupes diffèrent entre eux de la même façon que les espèces naturelles diffèrent entre elles (homologie entre les relations) : ils ne sont pas identifiés à l'espèce correspondante et se conçoivent comme parties solidaires d'un même tout ; ils peuvent donc partager des conjoints entre eux (exogamie). En revanche ce que des ethnographes avaient cru identifier comme des homologies entre groupes et espèces existe bien, mais dans des sociétés dites « à castes », comme en Inde (schéma no 2), endogames parce que s'identifiant en tout point à des espèces qui ne peuvent biologiquement se mélanger. Revenant à la fin du livre à une ancienne problématique éclairée d'un jour nouveau par la théorie de la pensée sauvage, Lévi-Strauss précise finalement que « l'opposition entre nature et culture, sur laquelle nous avons jadis insisté, nous semble aujourd'hui offrir une valeur surtout méthodologique ».

### Études sur l'art
Formé dans une famille comptant de nombreux artistes, dont son père, Lévi-Strauss développe très tôt un intérêt pour la matière esthétique. Il découvre lors de sa première mission ethnographique au Brésil en 1935-36 les productions artistiques indiennes, dont les peintures faciales des femmes Caduveo qui le fascinent ; au retour de ce voyage, il organise à Paris une exposition de céramiques, de peaux peintes et de parures. Durant ses années d'exil à New York, il fréquente antiquaires et musées avec les surréalistes (Max Ernst, André Breton, Yves Tanguy), s'imprègne de leur regard artistique, participe à leurs expositions et publications. Il se passionne alors pour l'art indien de Colombie Britannique, en particulier les masques.

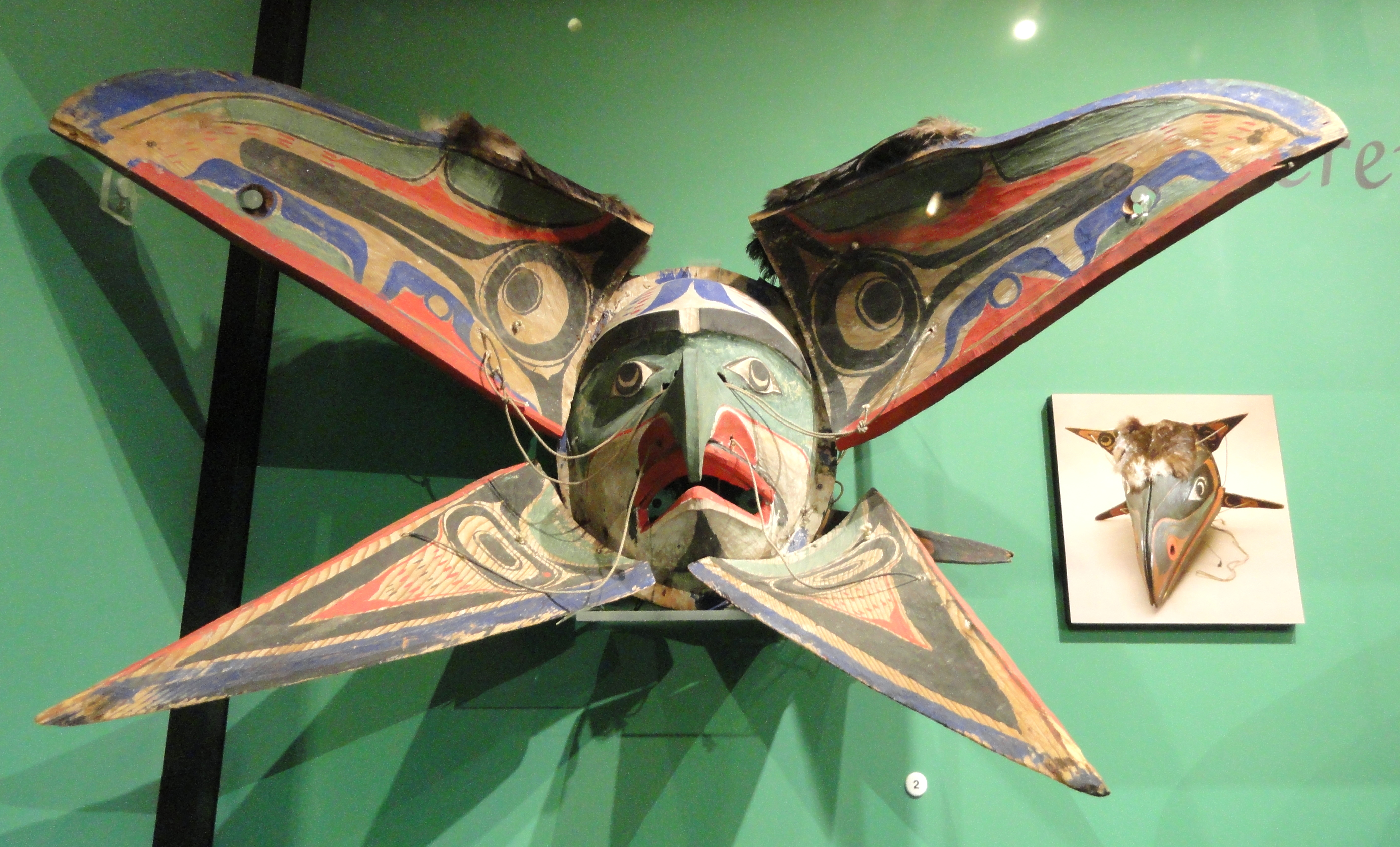
« Masque de transformation » Kwakiutl (Peabody Museum, université Harvard).

C'est très tôt en ethnologue qu'il aborde ces productions: dès 1944 il publie un de ses articles les plus connus, le dédoublement de la représentation dans les arts de l'Asie et de l'Amérique, où il analyse la troublante similitude structurale (dédoublement du corps ou du visage selon un axe symétrique) entre différentes formes d'art très éloignés dans le temps ou dans l'espace, comme les masques de Colombie Britannique, les peintures faciales Caduveo ou les sculptures Maori. Face à ce que les théories diffusionnistes ne pouvaient expliquer, il formule l'hypothèse d'un modèle logique universel, visant à la résolution de contradictions sociales internes par le dédoublement géométrique ou morphologique des objets d'art créés,. Cet article, qui sera le plus ancien de ceux repris en 1958 dans Anthropologie structurale, est important dans l’œuvre de Lévi-Strauss dans la mesure où il ouvre très tôt et largement le champ des matériaux ethnographiques candidats à l'analyse structurale. Au-delà du langage et de la parenté, qui serviront de modèle initial, toute représentation ou production collective, qu'elle soit matérielle (art, musique, rite) ou immatérielle (conte, mythe) peut servir à explorer le fonctionnement universel des « enceintes mentales » en société, au-delà des explications fonctionnalistes, évolutionnistes ou diffusionnistes : « L'analyse structurale, lorsqu'elle s'applique à l'art, touche donc au privilège de l'individualité créatrice en la replaçant dans un contexte social qu'elle exprime en développant toutes ses contradictions ».
Lévi-Strauss poursuit cette analyse en 1947 avec l'article Le serpent au corps rempli de poissons, puis en 1955 dans le chapitre de Tristes Tropiques consacrés aux peintures faciales Caduveo. En 1975 il consacrera un livre, La voie des masques, aux transformations logiques identifiables dans l'esthétique des masques de Colombie Britannique : « Pas plus que les mythes, les masques ne peuvent s'interpréter en eux-mêmes et par eux-mêmes, comme des objets séparés. Envisagé du point de vue sémantique, un mythe n'acquiert un sens qu'une fois replacé dans le groupe de ses transformations ».
Après cette première période marquée dans les années 1940 par l'étude des masques et peintures faciales, l'approche de l'art par Lévi-Strauss va évoluer, oscillant entre plusieurs positions méthodologiques et différents objets d'étude, mais sans se transformer fondamentalement. Il va s'intéresser à d'autres formes d'art: la peinture de la Renaissance (à laquelle il accorde un statut spécifique de « connaissance », comme modèle réduit du réel) dans Tristes Tropiques, puis surtout, dans les années 1960, au modèle musical qui va s'avérer le plus apte à l'analyse des mythes: comme le récit collectif, l’œuvre musicale mobilise les rythmes physiologiques, organise les données sensibles de façon globale sans être traduisible autrement que dans une autre œuvre de la même catégorie ; elle est donc un métalangage plus qu'un langage,. Dans Mythe et musique, Lévi-Strauss suggère d'ailleurs que la musique en occident s'est développée sur l'espace laissé vacant par le retrait progressif des grands récits mythiques.
Lévi-Strauss continue ensuite, tout au long de sa carrière, à publier études et réflexions sur les manifestations artistiques : Entretiens (avec Georges Charbonnier ; 1961) ; chap. XVIII et XIX du Regard Eloigné (1983) ; chap. 18 et 19 de De près et de loin (avec Didier Eribon ; 1988) ; Des symboles et leurs doubles (1989), anthologie regroupant textes et articles antérieurement publiés sur l'art ; et enfin, en 1995, Regarder, Écouter, Lire, pièce majeure de la réflexion de l'anthropologue sur l’œuvre d'art depuis La Voie des Masques, vingt ans auparavant.

### Étude des mythes
Les travaux débutés par Lévi-Strauss au début des années 1950 dans le cadre de son enseignement à l'EPHE puis au Collège de France sur les manifestations collectives symboliques, lui ont permis d'accumuler une quantité considérable de données sur les rites et les mythes, et une méthodologie d'étude de la pensée du concret et de la logique des qualités sensibles. Il s'attelle à partir de l'année universitaire 1961-1962 à la rédaction d'une œuvre hautement ambitieuse, revue d'ensemble de centaines de mythes amérindiens qui débouchera sur la tétralogie monumentale des Mythologiques.
Fasciné par les ressemblances apparentes entre les mythes du monde entier, Lévi-Strauss rejette d'emblée l'idée qu'ils puissent « se réduire tous à un jeu gratuit, ou à une forme grossière de spéculation philosophique ». Ce qui importe, c'est la substance du mythe, et celle-ci « ne se trouve ni dans le style, ni dans le mode de narration, ni dans la syntaxe, mais dans l'histoire qui y est racontée ». Partant de l'idée qu'il n'y a pas une version unique « authentique » du mythe mais que toutes les versions sont des manifestations d'un même langage situées entre elles dans des rapports de transformation, il développe une méthode d'analyse calquée au départ sur la linguistique. Le mythe est d'autant plus justiciable, en théorie, d'une analyse de ce genre qu'il relève lui-même du discours : « (…) modes du langage, les mythes et les contes en font un usage hyper-structural : ils forment, pourrait-on dire, un métalangage où la structure est opérante à tous les niveaux ».
Dans le mythe, les unités de base ne sont évidemment pas les phonèmes, mais les mythèmes, lesquels se situent au niveau de la phrase la plus courte possible. Le personnage mythique, « loin de constituer une entité, est, à la manière du phonème tel que le conçoit Roman Jakobson, un faisceau d'éléments différentiels ». Un mythe est donc récrit en une série de propositions, chacune consistant en la relation entre une fonction et un sujet. Les propositions pourvues de la même fonction sont regroupées sous le même numéro.
Examinant les relations entre les mythèmes, Lévi-Strauss en arrive à la conclusion qu'un mythe consiste uniquement en oppositions binaires. Le mythe d'Œdipe, par exemple, est à la fois l'exagération et la sous-évaluation des relations de sang, l'affirmation d'une origine autochtone de l'humanité et le déni de cette origine. Sous l'influence de Hegel, Lévi-Strauss pense que l'esprit humain organise fondamentalement sa pensée autour de telles oppositions binaires et de leur unification (thèse, antithèse, synthèse), ce mécanisme permettant de rendre la signification possible. De plus, il considère que le mythe est un stratagème habile qui transforme une opposition binaire inconciliable en une opposition binaire conciliable, créant ainsi l'illusion ou la croyance qu'elle a été résolue.
Dans cette méthode d'analyse, l'accent est mis non pas sur les enchaînements syntaxiques entre les divers moments du récit, mais sur les oppositions paradigmatiques qui sous-tendent la dynamique profonde des événements et donnent au mythe sa signification : le cru et le cuit, le ciel et la terre, le soleil et la lune, etc. Ce choix s'appuie sur le fait que le mythe joue beaucoup plus nettement sur les oppositions que ne le fait le conte, dans lequel les contradictions sont affaiblies et se situent à un niveau social ou moral plutôt que cosmologique ou métaphysique. Cette importance des relations d'opposition entraîne l'analyste à délaisser la trame temporelle du récit pour se concentrer sur les articulations logiques qui forment sa structure matricielle. Par ailleurs, Lévi-Strauss justifie l'élimination du temps en montrant que, dans le mythe, le temps est foncièrement autre, en quelque sorte immobile : en plus de se rapporter toujours à des événements passés, le mythe attribue au dénouement du récit une valeur définitive et se présente comme « un schème doué d'une efficacité permanente ». Ce désinvestissement de la trame temporelle amène l'anthropologue à chercher un mode de formalisation du récit bien différent du modèle de Vladimir Propp, qui est récusé précisément en raison de sa dimension chronologique.
Lévi-Strauss observe par ailleurs, dans ces mythes, la récurrence des oppositions binaires entre le cru et le cuit d’une part et le cru et le pourri d’autre part, à la base de son modèle du triangle culinaire. Il considère que l’acte de cuisson donne lieu à une transformation culturelle et la putréfaction à une transformation naturelle. La cuisine, entendue comme cuisson des aliments, est pour lui une forme de médiation entre nature et culture. Il considère par ailleurs que les mythes d’origine du feu partagent la même structure de ceux de l’origine de la cuisine, diamétralement opposée à celle des mythes de l’origine de l’eau qui sont pour leur part analogues à celle des mythes de l’origine des plantes cultivées.
Enfin, l'élimination du syntagmatique sera d'autant plus éclatante que le récit pourra être saisi au moyen d'une formule mathématique, emblème du scientifique. Tout récit mythique se ramène ainsi à une série de rapports binaires entre éléments positifs et négatifs ou, mieux encore, à une formule algébrique dite formule canonique du mythe : Fx (a) : Fy (b) ≈ Fx (b) : Fa−1 (y), que Lévi-Strauss introduit pour la première fois en 1958 dans Anthropologie structurale (chap. XI, La Structure des mythes, reprenant un article 1955). Selon cette équation, le mythe est structuré autour de deux termes (a et b) et de deux fonctions (x et y) pouvant subir différentes inversions et permutations réalisant autant de possibilités de transformations du récit: inversions des termes (a et b), inversion entre terme et fonction (y et b), inversion d'un terme sur lui-même (a et non-a, ou a−1). Si Propp a été le premier à ouvrir le récit à des manipulations symboliques, et à représenter celui-ci par une formule où sont énumérées les fonctions particulières qui le constituent, Lévi-Strauss est allé beaucoup plus loin. En enlevant au récit sa composante temporelle, il a pu se concentrer sur les relations paradigmatiques et aboutir à un modèle plus réduit et plus formalisé, ce qui serait un gain manifeste par rapport au schéma de Propp.

### Parenté cognatique et système à maison

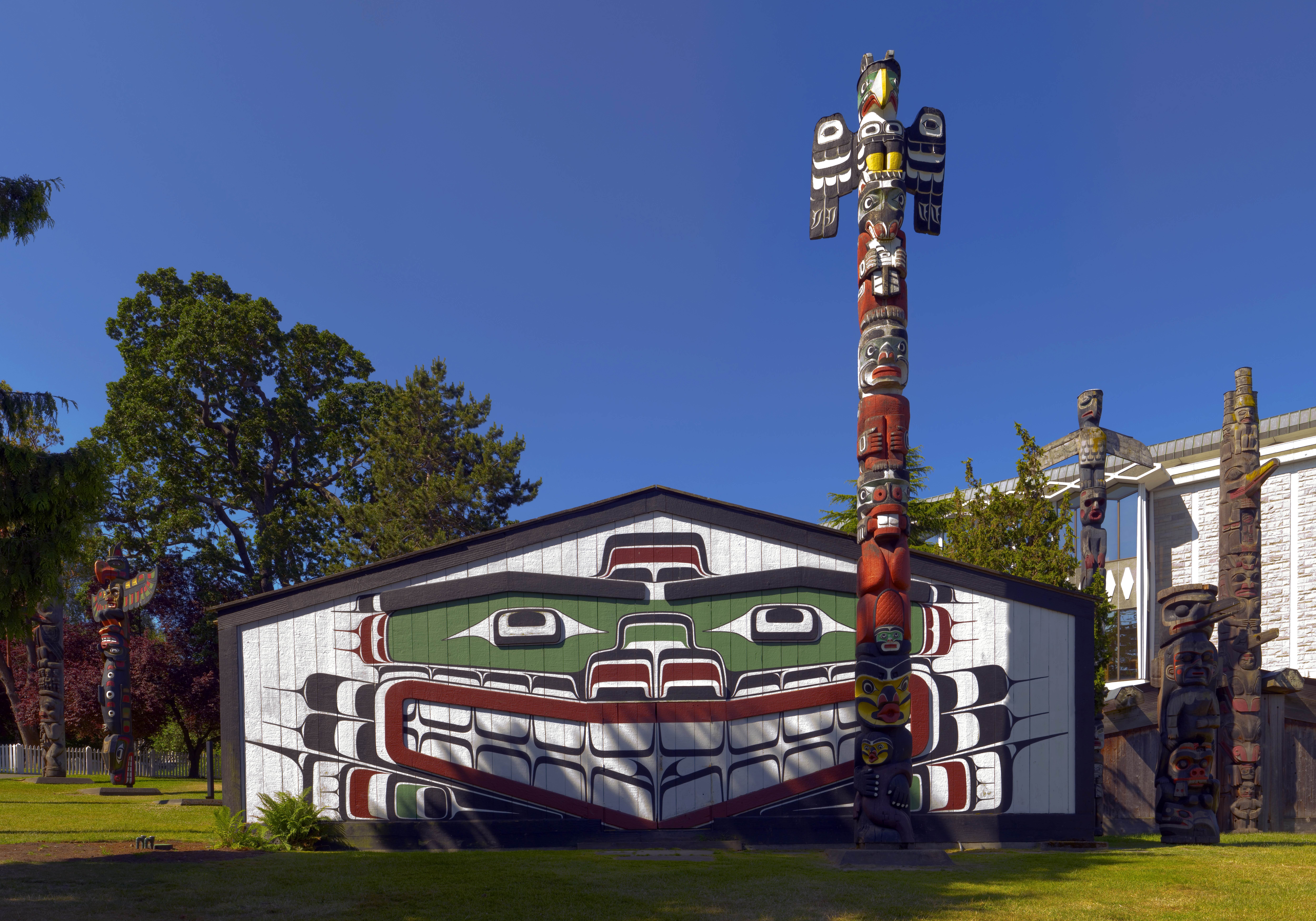
Une Big House kwakiutl à Victoria, Colombie Britannique (Canada).

Découvert et formulé par Lévi-Strauss assez tardivement dans sa carrière, au milieu des années 1970, le concept de maison constitue pour l'ethnologue un retour aux études de parenté par lesquelles il était entré dans sa discipline dans les années 1930. Ce nouveau concept va occuper une place importante dans sa démarche intellectuelle, en rupture avec les grandes théories anthropologiques de la parenté : celle de l’alliance qu’il avait défendue pendant l’essentiel de sa carrière, et celle de la filiation et de la descendance privilégies par ses homologues anglo-saxons. Il s’agissait pour lui de répondre à un problème concernant les sociétés cognatiques (c'est-à-dire ni matrilinéaires ni patrilinéaires) qu’il avait jusque-là laissées de côté,.
Levi-Strauss était particulièrement attaché à la côte de Colombie-Britannique et particulièrement aux peuples de la région de Vancouver, dont il avait découvert les masques durant ses années d’enseignement à New York autour de la Seconde Guerre mondiale, et dont il avait ensuite étudié les mythes dans le cadre de sa tétralogie des Mythologiques. Il avait à cette occasion pris connaissance des difficultés rencontrées par l’anthropologue américain Franz Boas pour interpréter la parenté de certaines de ces tribus indiennes, notamment les Kwakiutl. Boas avait identifié chez eux des unités sociales qu’ils appelaient numaym, dirigées par une aristocratie et qui transmettaient de génération en génération des biens matériels et immatériels (titres, noms, fonctions religieuses) selon des modalités échappant à toutes les théories anthropologiques classiques comme l’alliance, la filiation matrilinéaire ou patrilinéaire. En publiant en 1975 la première version de la Voie des Masques consacré à ces tribus, Lévi-Strauss mentionne ses interrogations sur leur système de parenté. Il va ensuite se pencher sur ses questions dans le cadre de ses cours au Collège de France. C’est dans le cadre de son séminaire de 1976 qu’il donne sa première définition de la maison, s’appuyant sur la description des Yurok de Californie et du numaym des Kwakiutl.
Cette définition est reprise en 1979 dans la deuxième édition de la Voie des masques, son domaine d’application étant alors précisé : « personne morale détentrice d’un domaine composé à la fois de biens matériels et immatériels, qui se perpétue par la transmission de son nom, de sa fortune et de ses titres en ligne réelle ou fictive, tenue pour légitime à la seule condition que cette continuité puisse s’exprimer dans le langage de la parenté ou de l’alliance, et, le plus souvent, des deux ensemble ».
Lévi-Strauss ne modifiera plus cette définition par la suite. Il consacre à la notion de maison plusieurs cours au Collège de France sur le sujet, entre 1976 et 1982 (résumés dans la cinquième partie de Paroles Données), ainsi qu'un article intitulé « Histoire et Ethnologie », présenté en juin 1983 la Sorbonne pour la 5e Conférence Marc Bloch. Il revient publiquement une dernière fois sur le concept de maison en 1987 dans un entretien accordé à Pierre Lamaison, anthropologue spécialiste du monde rural européen.
C’est surtout à partir de l’article « Histoire et Ethnologie » de 1983 que le concept de maison a été diffusé dans la communauté scientifique, et a commencé à intéresser un public large d’historiens, d’ethnologues et même d’archéologues. Cependant la formulation de Lévi-Strauss n’a pas toujours été bien reçue, parfois considérée comme incompatible avec la catégorie de maison au sein de certaines sociétés[source insuffisante].

## L’œuvre dans son contexte: réception, débats, postérité

### Une audace scientifique assumée
Auteur d'une œuvre scientifique et littéraire immense tant par la quantité d'articles et de livres que par la multiplicité des sujets abordés, et résolument novatrice dans ses hypothèses théoriques comme dans ses méthodes, Lévi-Strauss n'a cessé de susciter débats et critiques dès ses débuts à la fin des années 1940 puis tout au long de sa carrière, en France et aux États-Unis surtout, mais également dans de nombreux autres pays. Ses travaux ont fait et continuent de faire l'objet d'un nombre considérable de publications ; ils restent encore aujourd'hui très commentés. Plusieurs raisons peuvent être avancées à cette intense réception, conjonction d'enthousiasmes et de rejets :
- le contexte historique, et en particulier le paradigme structuraliste dans lequel Lévi-Strauss s'est précocement inscrit et qu'il a largement contribué à développer, avant de s'en écarter dans les années 1960 à mesure que ce mouvement prenait un virage formaliste littéraire et une ampleur médiatique ;
- le caractère révolutionnaire au sein des sciences sociales de l'époque des intuitions holistes et des références naturalistes de Lévi-Strauss, son goût du risque méthodologique[158] et son projet d'appliquer résolument aux sciences de l'homme la rigueur des méthodes utilisées par les sciences dites « dures », en rupture assumée par rapport à l'empirisme de l'anthropologie anglo-saxonne, à l'historicisme évolutionniste du XIXe siècle et à la méthode compréhensive que la sociologie de Durkheim et Lévy-Bruhl continuait d'appliquer aux sociétés primitives[159] (même si Lévi-Strauss s'inspire du holisme durkheimien) ;
- le « syndrome du fondateur »[160],[161] : étudiant puis jeune enseignant formé dans une philosophie qu'il rejettera constamment, puis ethnologue autodidacte tenu à l'écart des grandes institutions jusqu'à la fin des années 1950 (et son élection au Collège de France), Lévi-Strauss aborde les sciences de l'homme avec un regard neuf, extérieur, et une méthode structurale issue d'une discipline (la linguistique) peu connue de ses condisciples, cherchant d'emblée à bouleverser leurs codes et habitudes de travail ;
- la variété thématique, géographique et historique des sujets abordés par Lévi-Strauss, de la parenté des sociétés sans écriture sur tous les continents aux systèmes à maisons de l'Occident médiéval, des Masques de Colombie Britannique aux références musicales des Mythologiques, des rites amérindiens à la famille européenne contemporaine ;
- le désir régulièrement avoué par Lévi-Strauss d'une réussite non seulement scientifique mais aussi littéraire et artistique, qui le conduira à la fois au Collège de France et à l'Académie française, « mélange des genres » peu apprécié des milieux institutionnels où il évolue[162].

### 1935-1945: débats sur les sources initiales
Voir aussi, plus loin dans cet article : Lévi-Strauss et le structuralisme.
Les sciences du langage ont été largement reconnues, par Lévi-Strauss lui-même comme par ses commentateurs, comme une source d'inspiration précoce de l’œuvre, mais la réussite de leur transposition à l'ethnologie ainsi que leur importance relative vis-à-vis des apports naturalistes et mathématiques constitue de longue date un débat, qui se poursuit au XXIe siècle. Dès 1945, Lévi-Strauss soulignait qu'une « difficulté préliminaire s'oppose à la transposition de la méthode phonologique aux études de sociologie primitive. L'analogie superficielle entre les systèmes phonologiques et les systèmes de parenté est si grande qu'elle engage immédiatement sur une fausse piste ». Il reprend cette interrogation en 1951 dans l'article Langage et Société, puis lors d'une conférence de conclusion à une rencontre internationale d'anthropologues et de linguistes aux États-Unis en 1952 où il discute du « problème des rapports entre langage et culture, un des plus compliqués qui soient » : « tout effort pour formuler dans un langage commun les problèmes linguistiques et les problèmes culturels nous place d'emblée dans une situation extraordinairement complexe […]. Mon hypothèse de travail se réclame donc d'une position moyenne : certaines corrélations sont probablement décelables, entre certains aspects et à certains niveaux, et il s'agit pour nous de trouver quels sont ces aspects et où sont ces niveaux. Anthropologues et linguistes peuvent collaborer à cette tâche ».
Certains auteurs, comme le linguiste italien D. Silvestri, estiment malgré tout que « même si cette œuvre s’est développée ensuite dans une direction précise, qui aboutira en toute autonomie vers les résultats extraordinaires que l’on connaît, l’apport linguistique ne sera jamais renié ». Le philosophe des sciences Bertrand Saint-Sernin estime lui aussi, à propos de Lévi-Strauss, que « le choix de la phonologie comme discipline de référence – comme paradigme – pour l'ethnologie, décidé au tout début des années 1940, restera une constante de l’œuvre ». Dans un panorama de la référence linguistique chez les structuralistes (Le Mirage linguistique, 1988), Thomas Pavel rattache également Lévi-Strauss au courant scientiste du structuralisme, courant le plus convaincu du rôle pilote de la linguistique comme méthode scientifique dans les sciences humaines, mais suggère néanmoins que « les recherches de Lévi-Strauss couvrent un champ infiniment plus vaste que l'application momentanée du modèle linguistique ».
D'autres auteurs, comme les biographes de Lévi-Strauss Denis Bertholet (2009) et Emmanuelle Loyer (2015), ainsi que le philosophe Marcel Hénaff, estiment que l'ethnologue a dès ses débuts été prudent dans la transposition des modèles du langage vers les faits de société, et qu'au-delà de la « révélation » et des références sincèrement admiratives à Boas et Jakobson, il s'est servi de la phonologie et de la linguistique comme modèles parmi d'autres au sein de l'intense creuset intellectuel transdisciplinaire que fut l'exil new-yorkais des années 1940. Est par exemple rappelée l'analyse a posteriori de cette époque par Lévi-Strauss lui-même en 1988 :

« On a mal compris la nature et l'importance de mes emprunts à la linguistique. En dehors d'une inspiration générale - ce qui, j'en conviens, est énorme - ils se réduisent au rôle de l'activité inconsciente de l'esprit dans la production de structures logiques […] ensuite à ce principe fondamental que les éléments constitutifs n'ont pas de signification intrinsèque […]. Je ne crois pas avoir demandé plus à la linguistique, et Jakobson, au cours de nos conversations, était le premier à reconnaître que, dans un autre domaine, je faisais un usage original de ces notions. »

En outre, si la linguistique structurale se prêtait bien à l'étude de la parenté dans les années 1940, elle serait montrée ensuite moins adaptée au matériau mythique, incitant l'ethnologue à faire évoluer ses méthodes au profit du modèle musical, « moyen le plus approprié pour indiquer ce que sa conception linguistique et sémiologique du mythe ne lui permettait pas de formuler explicitement ». C'est également avec l'étude des mythes que Lévi-Strauss introduit la notion de transformation inspirée des modèles naturalistes de philosophie des formes. À partir des années 1970 cette filiation naturaliste s'accentue encore chez Lévi-Strauss, sensible aux progrès de la génétique et des sciences cognitives.
Depuis les années 1990, un certain nombre de recherches philosophiques, souvent issues des modèles mathématiques et épistémologiques sur la morphogenèse, s'intéressent à cette filiation moins connue de l'œuvre de Lévi-Strauss, et redécouvrent son importance. Ainsi la notion lévi-straussienne de transformation est étudiée à la lumière de la philosophie des formes dynamiques (Jean Petitot, Lucien Scubla) ; l'approche symboliste et holiste des mythes et de l'art dans l'anthropologie structurale est comparée à celle, très proche par nombre d'aspects, de l'anthropologie philosophique des formes symboliques du philosophe allemand néokantien Ernst Cassirer, que Lévi-Strauss a pu côtoyer au début des années 1940 au Cercle Linguistique de New York où ils publiaient tous deux,.
L'anthropologue Philippe Descola revient en 2008 sur le parcours intellectuel de Lévi-Strauss, dont il occupe la chaire au Collège de France (après F. Héritier) : « Lévi-Strauss n'a pas tant cherché dans la linguistique un modèle à transposer tel quel qu'une source féconde d'analogies à exploiter pour une science encore dans l'enfance […]. Ce modèle de la variation des traits contrastifs à l'intérieur d'une table de permutation n'est pas propre à la linguistique, et Lévi-Strauss aurait peut-être pu l'emprunter aussi bien à la chimie (la table périodique des éléments) ou même à la musique, dont on sait le rôle qu'elle joue dans son œuvre ».

### 1945-1965: les conquêtes intellectuelles
Dès sa parution en 1949, la thèse de Lévi-Strauss sur les systèmes de parenté à travers le monde apparaît comme un moment décisif dans l’histoire de l’ethnologie, devenant rapidement un des classiques dans cette discipline, en France mais aussi dans les pays anglo-saxons grâce notamment à l’ethnologue hollandais J.P.B Josselin de Jong, enthousiasmé par la méthode structurale lévi-straussienne qui prolonge ses propres intuitions. La thèse de Lévi-Strauss, malgré sa technicité, diffuse également auprès du public intellectuel parisien grâce à l’enthousiasme paradoxal de deux revues en vogue, pourtant très éloignées des conceptions méthodologiques de l’ethnologue : Les Temps modernes avec Simone de Beauvoir, et Critique avec Georges Bataille. Conscient du malentendu philosophique, Lévi-Strauss ne rejette pas néanmoins cette publicité, car la réception de l’ouvrage est loin d’être unanime dans les sciences sociales ; l’audace méthodologique et l’ambition géographique considérable de l’auteur suscitent rapidement méfiances et réticences.
Dans les années 1949-1959, libéré de son travail de thèse et porté par le succès de l’ouvrage, Lévi-Strauss travaille à consolider une double assise, institutionnelle et méthodologique. Les deux dimensions sont intrinsèquement liées. Il s’agit pour l’ethnologue, dans le contexte de la construction académique des sciences sociales dans la France de l’après-guerre, de faire reconnaître sa posture méthodologique holiste et son projet d’une vaste science naturaliste de l’homme en société, et de gagner en visibilité institutionnelle alors qu’il ne dispose d’aucun poste prestigieux après un séjour de plus de dix ans loin de la France. Dans ce contexte de tension académique, Lévi-Strauss essuie jusqu’à son entrée au Collège de France en 1959 des critiques récurrentes, principalement de la part des historiens et des sociologues :
- historiens : explorant des champs intellectuels relativement inédits ou peu en vogue à l’époque dans les sciences sociales (l’invariant, les lois de structure, les phénomènes non conscients), Lévi-Strauss se trouve très tôt amené à relativiser la diachronie des historiens au bénéfice de la synchronie des lois mathématiques. S’ouvre dès la fin des années 1950 entre Lévi-Strauss et les historiens une tension méthodologique durable faite de concessions, de coopération et de compétition, opposant des approches radicalement incompatibles des sciences sociales, autour d’enjeux institutionnels capitaux (les historiens de l’École des Annales occupent le devant de la scène lors de la création de la VIe section de l’EPHE en 1947). Critique vis-à-vis des postures purement narratives, évolutionnistes ou diffusionnistes de la discipline historique, Lévi-Strauss se verra reprocher précocement sa mise entre parenthèses de la dimension temporelle, de la variabilité et de la contingence[188].

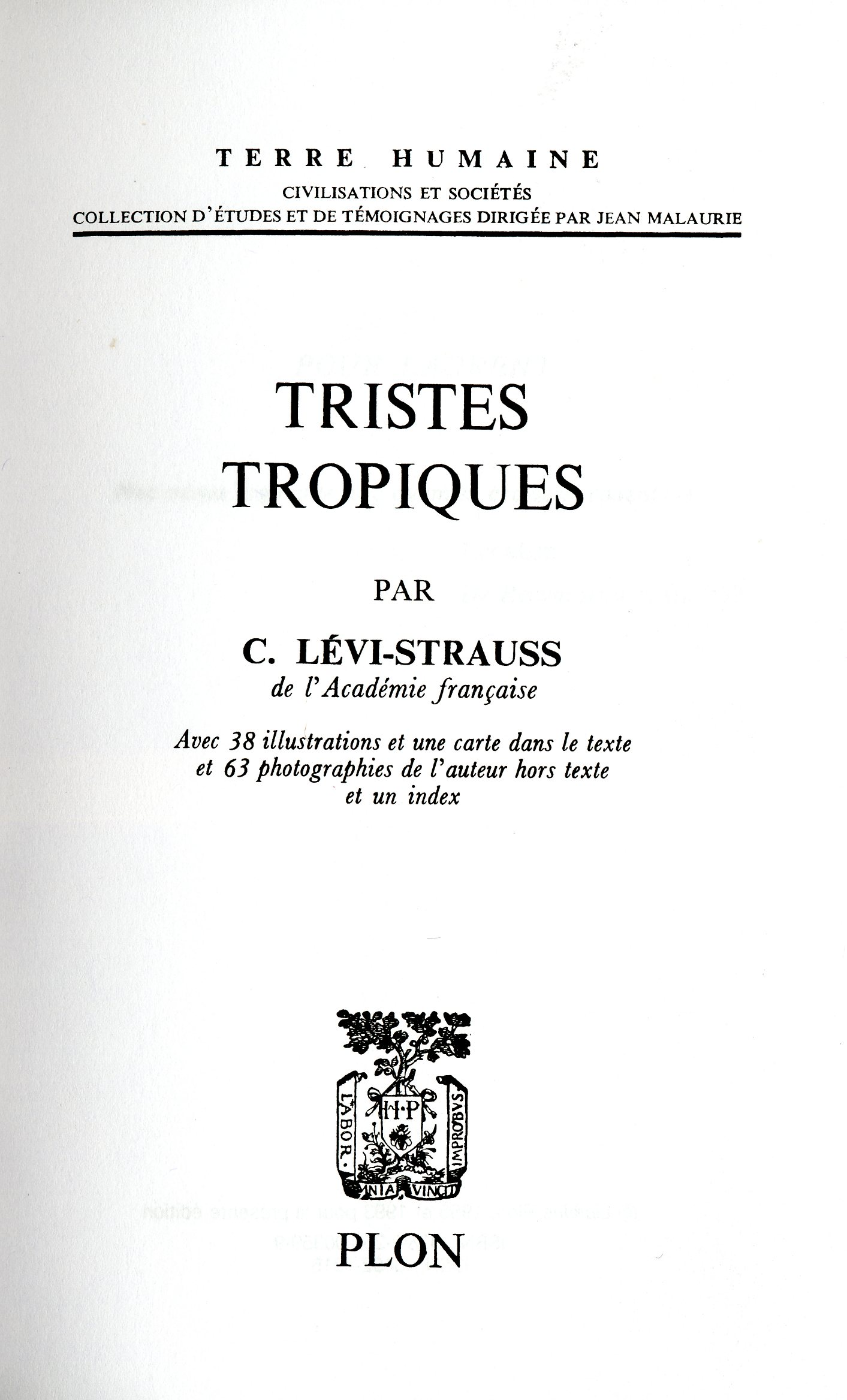
Tristes Tropiques, 1955.

- sociologues : le mélange de guerres d’horizons méthodologiques et de positions académiques est plus durable et radical encore entre Lévi-Strauss et le sociologue Georges Gurvitch, anciens collègues émigrés à l’École libre des hautes études de New York. Rentré en 1945 et ayant créé au CNRS le Centre de Recherche Sociologiques (doté d’une revue), Gurvitch devient ensuite professeur à la VIe section de l’EPHE et bénéficie d’une position institutionnelle plus précoce, et plus solide que celle de Lévi-Strauss durant toute la décennie 1950. Les tensions entre les deux hommes ne vont cesser de croître, depuis l’Introduction à l’œuvre de Marcel Mauss[189] jusqu’à un échange virulent par articles interposés en 1955 qui consomme la rupture définitive de leurs relations[190]. Gurvitch reproche à Lévi-Strauss de vouloir enfermer le réel dans des lois universelles abstraites, et l’ethnologue en retour dénonce l’empirisme superficiel du sociologue[191]. Le même reproche d’abstraction est à l’origine d’échanges particulièrement virulents entre Lévi-Strauss et divers critiques durant cette période : le philosophe Jean-François Revel dans son livre pamphlétaire Pourquoi des Philosophes? (1956)[192], le sociologue et critique littéraire Roger Caillois et sa revue Diogène[193].

Peu enclin aux interviews dans la presse grand public, Lévi-Strauss profite néanmoins durant quelque temps du succès populaire de Tristes Tropiques en 1955 pour faire connaître largement sa discipline et ses ambitions scientifiques, et répondre indirectement aux nombreuses attaques académiques qu’il subit à cette époque. Après son élection au Collège de France en 1959 et la publication de plusieurs autres livres connaissant un grand succès (Anthropologie Structurale en 1958, Entretiens avec Lévi-Strauss de Georges Charbonnier en 1961, Le Totémisme aujourd’hui et La Pensée sauvage en 1962), l’aura intellectuelle de l’ethnologue s’installe solidement auprès des milieux universitaires comme du grand public. La Pensée Sauvage en particulier est très largement saluée, et son dernier chapitre Histoire et dialectique, où Lévi-Strauss s'attaque frontalement à l'existentialisme sartrien, reçu comme un événement médiatique. Les distinctions honorifiques, décorations et nominations académiques s’accumulent, en France et à travers le monde. À côté des critiques polémiques en apparaissent d'autres plus fouillées, s’intéressant à la méthode structurale elle-même et non plus à ses seuls résultats, et portées non plus par de seuls articles mais par des dossiers entiers et numéros spéciaux de revues. La revue Esprit publie en 1963 un débat philosophique entre Paul Ricœur et Lévi-Strauss, où s’opposent deux conceptions diamétralement opposée du sens de la vie humaine. C’est en ce début des années 1960 que l’ethnologue commence à se consacrer à temps plein, pour une dizaine d’années, à la rédaction des Mythologiques, s’imposant un rythme de travail « monacal » qui le rend moins présent sur la scène médiatique. Le structuralisme lévi-straussien continue pourtant de s'installer dans un rapport particulier de séduction avec le public et avec l'époque, qu'il « fascine et irrite, voire inquiète ».

### 1965-1970: les ambiguïtés du structuralisme
Voir aussi, précédemment dans cet article : Filiations et influences précoces.
Le positionnement de Lévi-Strauss par rapport au structuralisme tel qu'il se généralise et se médiatise dans les années 1960 en France est une problématique complexe et encore débattue au XXIe siècle dans l'histoire des idées contemporaines et en épistémologie. Elle est intimement liée à la réflexion sur les origines du structuralisme lui-même, notamment sur la longue durée historique, et aux débats sur l'influence du formalisme et des sciences du langage dans l’œuvre de Lévi-Strauss par rapport à d'autres filiations.
Lévi-Strauss est entré en contact avec le concept logico-analytique et linguistique de structure lors de son exil américain au début des années 1950, notamment par l'intermédiaire de Roman Jakobson qui fut un des principaux représentants du Cercle linguistique de Prague, mais il élabore une méthodologie structurale demeurant au contact permanent de l'enquête empirique (les données ethnographiques) et n'utilisant des outils mathématiques que de façon sporadique et limitée. Cette méfiance vis-à-vis de l'abstraction de la tradition formaliste, déjà sensible dans l'article Structure et dialectique de 1956, apparaît très nettement dans un article de 1960, La structure et la forme (repris en 1973 dans Anthropologie structurale deux), à propos d'un article de 1928 du formaliste Russe Vladimir Propp (édité en français en 1960 sous le titre Morphologie du conte). Pour autant, Lévi-Strauss va très largement participer dans les sciences de l'Homme à populariser et à donner une assise institutionnelle au paradigme structural entendu au sens large (logique holiste de relations internes), au point d'en devenir la figure tutélaire dans les années 1960, grâce à l'étendue de son réseau académique en France comme aux États-Unis, à son élection au Collège de France, à ses interventions régulières à l'UNESCO, puis grâce à sa notoriété scientifique internationale.
Parallèlement dans les années 1950 s'est développée en France une autre tendance structuraliste qui se réfère de façon encore plus marquée au langage et au Cours de linguistique générale de Saussure : Roland Barthes en analyse littéraire (Le Degré Zéro de l'écriture, 1953), Martial Guéroult en histoire de la philosophie (il entre au Collège de France en 1951), et surtout le sémioticien Algirdas Julien Greimas, admirateur et héritier d'une part de Saussure dont il diffuse largement les idées, d'autre part des écoles mathématico-linguistiques les plus formalistes (mathématiques de Bourbaki, glossématique du danois Hjelmslev). Cette tendance prônant l'abstraction logico-mathématique (au sens positif que lui donne la philosophie analytique du langage), l'exclusivité de la synchronie et du spatial au détriment du temporel, et la coupure vis-à-vis de la réalité objective et/ou de son image mentale (le référent linguistique), connaît un âge d'or dans la première moitié des années 1960 autour de Barthes et Greimas, auxquels s'est joint Lacan pour qui « l'inconscient est structuré comme un langage ».
Ces deux tendances du structuralisme (que Dosse et Pavel qualifient de scientiste,) sont relativement proches jusqu'au milieu des années 1960 ; Lévi-Strauss et Lacan se fréquentent régulièrement et échangent sur la formalisation mathématique dans leurs disciplines ; Greimas et son collectif de la revue Communication (Barthes, U.Eco, Todorov, Genette) sont hébergés à partir de 1966 dans les locaux du laboratoire d'anthropologie sociale fondé par Lévi-Strauss.
À partir du milieu des années 1960 la scène médiatique française s'empare du structuralisme, amalgame ses différentes tendances et le réduit à son aspect le plus formaliste et logico-mathématique. C'est en 1966-1967 que le structuralisme au sens large connaît son apogée éditoriale avec entre autres Sémantique structurale de Greimas, Théorie de la littérature de Todorov, Écrits de Lacan. Lévi-Strauss n'apprécie guère et critique vivement dans plusieurs entretiens et articles ce qu'il considère chez ces auteurs comme un formalisme abstrait de plus en plus marqué,,,, « un jeu de miroirs, où il devient impossible de distinguer l’objet de son retentissement symbolique dans la conscience du sujet. […] Comme manifestation particulière de la mythologie de notre temps, elle se prête fort bien à l’analyse, mais au même titre et de la même façon qu’on pourrait, par exemple, interpréter de façon structurale la lecture des tarots, du marc de café ou des lignes de la main : pour autant qu’il s’agit là de délires cohérents ». Lévi-Strauss défend son territoire intellectuel et s'éloigne de Lacan, puis en 1970 de Barthes dont le S/Z lui déplaît vivement (et qu'il pastiche), et de Greimas qui quitte le laboratoire d'anthropologie sociale :

« Lévi-Strauss, considéré malgré lui comme le « pape » du structuralisme, a été sommé de s’expliquer sur des domaines de savoir qui ne lui étaient pas familiers, sur des méthodes où il ne pouvait plus reconnaître les siennes, sur des prises de position qui n’avaient rien à voir avec le caractère technique de ses recherches et finalement sur des modes intellectuelles dont il a très vite compris à quel point elles pouvaient, dans l’esprit du public comme auprès de la communauté savante, être nuisible à la rigueur et à l’évaluation sereine de son travail. »

« Du côté de Lévi-Strauss, le refus stratégique de légitimer et d'intégrer le « structuralisme littéraire » est fondé sur le risque de formalisme qu'il fait peser sur le « vrai » structuralisme où le contenu ethnographique, historique, linguistique n'est jamais séparé de la forme. »

Déjà sensible après les bouleversements de mai 1968, le déclin médiatique du structuralisme s'accentue nettement à partir de 1970.

### Après 1970: le reflux général du structuralisme
Après l'accueil plutôt élogieux du dernier volet des Mythologiques, l’Homme nu, paru en octobre 1971, Anthropologie structurale deux en 1973 est reçue de façon plus mitigée par la critique, en pleine période de reflux du paradigme structuraliste. Déjà en 1968, la série d'essais coordonnée par François Wahl Qu'est-ce que le structuralisme ? brossait dans les différentes disciplines abordées le portrait des évolutions en cours, sous des accents critiques,. Le post-structuralisme (Derrida, Deleuze, Lyotard) opère parallèlement une remise en question philosophique des principes structuralistes. Au début des années 1970, les publications à charge et les postures critiques contre Lévi-Strauss se succèdent de la part d'ethnologues et anthropologues plus jeunes (nés entre 1920 et 1940), souvent élèves ou proches de Lévi-Strauss mais sensibilisés à l'anti-colonialisme et au marxisme dont certains sont des militants actifs, et revendiquant une pratique plus empathique, subjective, éloignée des modèles et des généralisations théoriques, tournée vers l'évolution historique et l'action politique : Bernard Delfendahl,, Robert Jaulin, Pierre Clastres, Jacques Lizot, Georges Balandier, Maurice Godelier, Emmanuel Terray. Les attaques viennent aussi de l'anthropologie anglophone (Raoul et Laura Makarius).

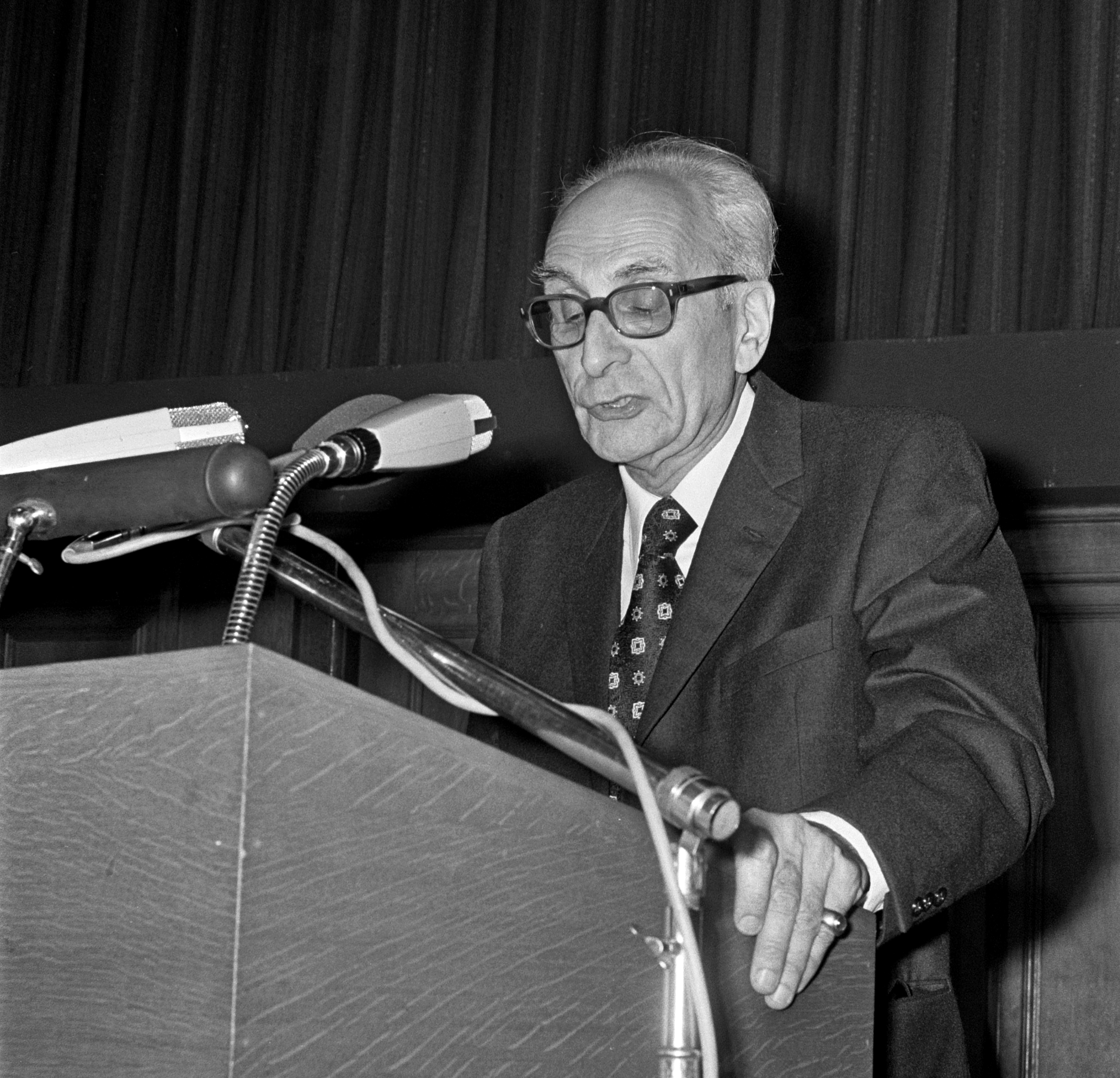
Claude Lévi-Strauss en 1973.

La sociologie de Pierre Bourdieu témoigne elle aussi du déclin de l'anthropologie structurale lévi-straussienne dans le paysage intellectuel des années 1970. Fortement influencé par Lévi-Strauss à ses débuts, le sociologue infléchit alors nettement sa théorie en y réintégrant ce qu'il appelle les agents ; avec Le Sens pratique en 1980, il attaque frontalement la méthode lévi-straussienne à laquelle il reproche de se focaliser sur les règles collectives des sociétés humaines en oubliant les stratégies individuelles et le poids de l'aspect économique.
Utilisant durant les trente premières années de sa carrière le terme de structure beaucoup plus que celui de structuralisme,, Lévi-Strauss y fait de moins en moins référence à partir des années 1970, devant le reflux de la notion dans le paysage intellectuel. Ainsi, comme il s'en explique dans la préface du Regard éloigné en 1983, il renonce à intituler Anthropologie Structurale Trois cet ouvrage qui est pourtant la suite assumée des deux premiers publiés respectivement en 1958 et 1973. De fait, le livre est plébiscité par la critique, qui fait entrer l'anthropologue « dans le domaine réservé des valeurs sûres ». Mais si les mots ont changé, Lévi-Strauss est resté fidèle à ses méthodes : « On essaie simplement, et dans une très faible mesure, d'appliquer à certains secteurs relevant de ce qu'on appelle improprement les sciences humaines une attitude ou une approche qui — sans avoir besoin de s'appeler structuralisme ou quoi que ce soit de ce genre — a toujours été celle de la recherche scientifique ».
Au fil des années 1980 s'accentue le recul du paradigme structuraliste et du holisme en général au sein des sciences humaines et sociales, où reviennent en force les notions d'historicité, d'empirisme, de subjectivité, d'individualisme méthodologique. Aux grandes synthèses théoriques lévi-straussiennes des années 1960 sont préférées les enquêtes sur des terrains réduits, donnant la parole aux acteurs sociaux et s'attachant à leur ressenti subjectif. En ethnologie et en anthropologie se multiplient les champs d'étude comme les méthodes de travail, faisant apparaître quantité de sous-disciplines spécialisées (anthropologie de l'enfance, de l'éducation, de la santé, etc.). La place de Lévi-Strauss dans les programmes d'enseignement en philosophie et en sciences sociales se réduit progressivement.

### Les critiques féministes
Dès les Structures élémentaires de la parenté, Lévi-Strauss construit sa théorie de l'alliance autour de l'échange des femmes comme épouses entre les groupes de parenté. Cette présentation lui vaudra tout au long de sa carrière les reproches récurrents de mouvements féministes et des gender studies. Lévi-Strauss analyse et répond régulièrement à ces critiques jusque tardivement dans sa carrière, maintenant le principe général de sa théorie. Dans l'article « La sexualité féminine et l'origine de la société » en 1995, il réfute la théorie féministe de la perte de l'œstrus comme vecteur du passage de la nature à la culture, y voyant la résurgence de la vieille thèse évolutionniste du matriarcat primitif. Enfin, en 2000, dans sa postface pour un numéro spécial de la revue L'Homme sur les questions de parenté, il réinsiste sur l'indifférence au caractère masculin ou féminin en tant que position dans son modèle théorique, fondé sur les relations respectives et leurs rapports de transformation :

« Combien de fois me faudra-t-il aussi répéter qu’il est indifférent à la théorie que les hommes échangent les femmes ou bien l’inverse ? J’ai tenté de réduire la confuse multiplicité des règles de parenté et de mariage, dépourvue d’intelligibilité, à un petit nombre de types simples, chacun doté d’une valeur explicative ; de montrer qu’à partir de ces types simples on pouvait déduire des types plus complexes ; et qu’entre tous ces types existaient des rapports de transformation. Que, dans cette construction, ce soient les hommes ou les femmes qui se déplacent ne change rien à son économie. Il suffit d’inverser les signes et le système des rapports restera inchangé. Et à supposer que les deux sexes soient mis à égalité, on pourra dire, ce qui revient aussi au même, que des groupes formés d’hommes et de femmes échangent entre eux des relations de parenté. »

### Lévi-Strauss et les anthropologues

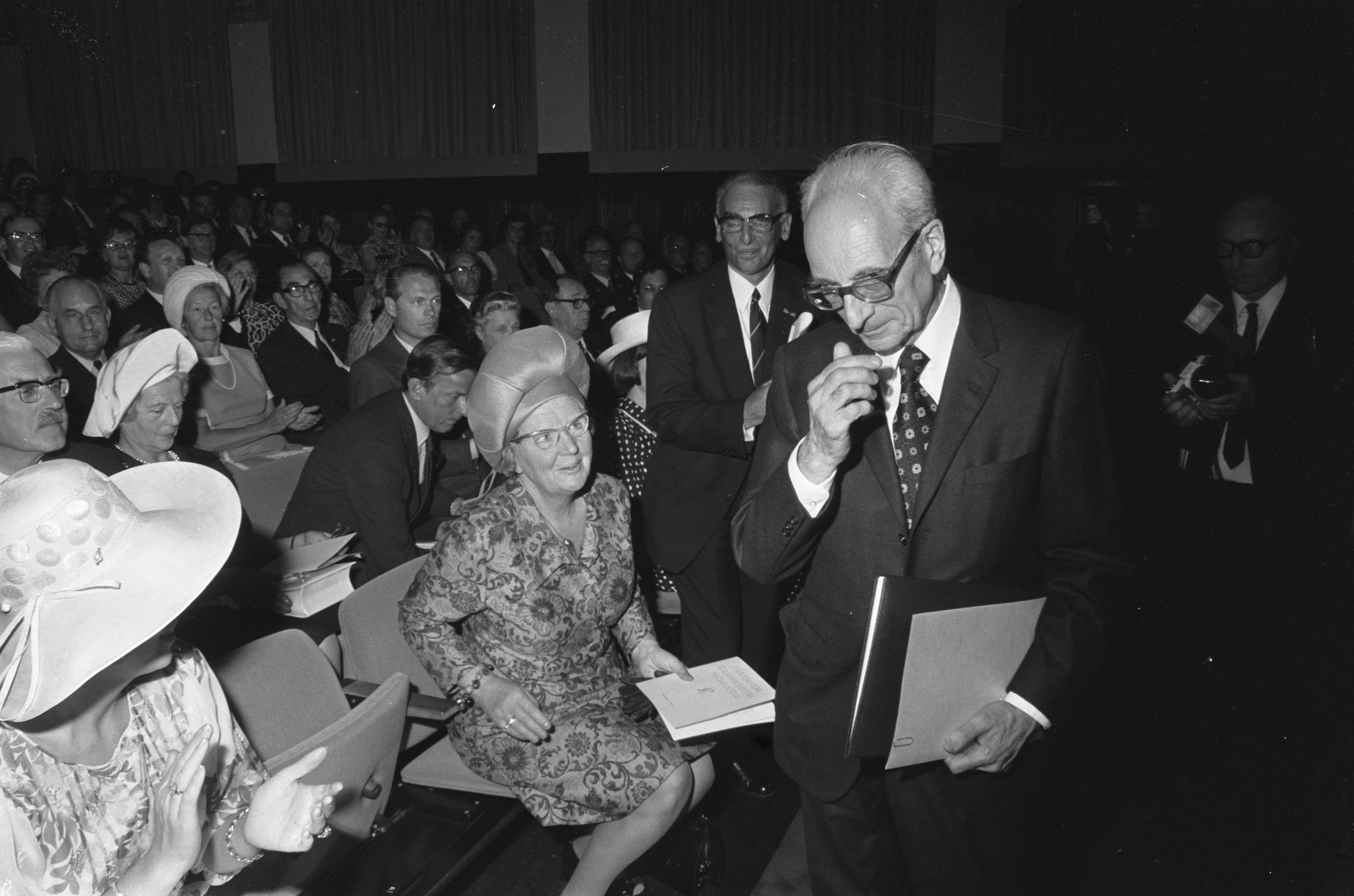
Claude Lévi-Strauss en 1973.

Lévi-Strauss a acquis précocement dans sa discipline - l'ethnologie, puis en France l'anthropologie sociale qu'il a fondée – un immense prestige. Très introduit dans le milieu académique américain lors de son séjour prolongé à New York (1941-1948), reconnu lors du décès de Franz Boas en 1942 comme l'un des successeurs de cette figure phare de la discipline, il continue ensuite de construire son assise institutionnelle à la fois en France et aux États-Unis où il poursuit régulièrement publications et conférences, puis progressivement à travers le monde entier, recevant des titres honorifiques d'universités de nombreux pays. À la fin de sa carrière, les publications d'hommages à son œuvre, sous des formats divers, se multiplient. Son centième anniversaire en 2008 est l'occasion de recueils collectifs témoignant de son rayonnement dans la discipline.
Dans une dimension technique au sein de sa discipline, avec une moindre exposition médiatique, Lévi-Strauss a dialogué durant toute sa carrière avec un grand nombre d'anthropologues dont certains furent à la fois ses ardents défenseurs et ses plus constants contradicteurs : Marshall Sahlins, Rodney Needham, Edmund Leach,, Dan Sperber, ainsi que certains de ses élèves formés dans l’anthropologie marxiste comme Françoise Héritier, Maurice Godelier. Dans les années 1960 et 1970, ces débats portent notamment sur les structures complexes et semi-complexes de la parenté, sur lesquels Lévi-Strauss avait ouvert la voie après sa thèse sur les structures élémentaires, sans trouver cependant le temps de s’y plonger de façon prolongée; sur les systèmes dits « crow » et « omaha » (Françoise Héritier) ; sur l'historicité, le fait économique et la pensée marxiste (Maurice Godelier, Marc Augé) ; sur le naturalisme, la notion d'émergence et les structures cognitives (Dan Sperber, Lucien Scubla). Le terrain ethnographique américain où Lévi-Strauss fit ses premières armes est revenu sur le devant de la scène anthropologique dans les années 1990, se prêtant particulièrement aux études structurales (Philippe Descola, Eduardo Viveiros de Castro).
Dans l'ensemble, l'héritage de Lévi-Strauss dans sa propre discipline est souvent reconnu comme paradoxal, à la fois très étendu mais souvent déformé : « Nombre d’anthropologues qui ne se considèrent pas eux-mêmes comme des structuralistes – y compris ceux qui condamnent et évitent tout isme – ont néanmoins été inspirés par l’une ou l’autre facette de l’œuvre lévi-straussienne. Au risque de déformer l’héritage du maître, ils ont infléchi ses idées dans un sens que lui-même n’aurait guère souhaité ».

### La filiation lévi-straussienne auXXIesiècle

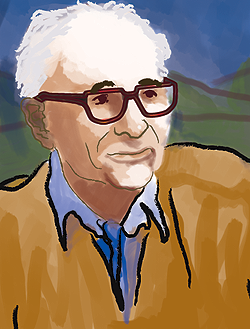
Une représentation de Claude Lévi-Strauss (2009).

Amorcé dans les deux dernières décennies du XXe siècle, le reflux de la référence au terme de structure dans les sciences sociales se poursuit au XXIe siècle et l'œuvre de Lévi-Strauss reste certes célébrée mais a perdu une grande partie de son influence des années 1960 dans les sciences sociales, se retrouvant comme « embaumée » (selon l'expression de l'anthropologue G. Lenclud). Cette perte d'influence est particulièrement sensible aux États-Unis, après plusieurs décennies de post-modernisme et de French Theory. L'anthropologue océaniste Marshall Sahlins y est un des rares à prolonger les théories structurales de Lévi-Strauss, qu'il connut lors d'un séjour prolongé en France dans les années 1960 ; reconnaissant en 2010 que « l’intérêt que le monde académique porte à Lévi-Strauss aux États-Unis aujourd’hui est au plus bas », il explique cela par le peu d'intérêt dans son pays pour les Amérindiens et pour les cultures indigènes en général, et plus largement par :

« le néo-libéralisme, avec son culte de l’individualisme et son hostilité séculaire envers tout ordre collectif en général, gouvernemental en particulier ; le postmodernisme, avec ses antipathies pour les « récits magistraux » et les « catégories essentialisées », ses penchants pour les « discours contestés », les « limites poreuses » et autres formes d’ambiguïté ; et enfin les divers mouvements d’émancipation de groupes minoritaires pour lesquels les « structures » dominantes sont l’ennemi à abattre. Nous vivons à l’âge anti-structurel. »

L'anthropologie lévi-straussienne a eu en revanche d'importants continuateurs (et néanmoins critiques) chez les Britanniques (Rodney Needham et Edmund Leach en particulier), ainsi qu'au Brésil en raison des liens particuliers de Lévi-Strauss avec ce pays depuis ses études de terrain dans les années 1930.
En anthropologie française, où Lévi-Strauss a formé toute une génération de chercheurs à travers le Laboratoire d'anthropologie sociale (LAS),[source insuffisante] qu'il avait fondé en 1960, l'héritage est « puissant mais conflictuel », et relativement dispersé dans une discipline particulièrement segmentée en de très nombreux champs spécialisés. Néanmoins le LAS prolonge les travaux de son fondateur sur les structures complexes de la parenté, et son approche logico-mathématique des phénomènes de parenté par un vaste chantier de traitement informatique,[source insuffisante]. Un certain nombre de travaux reprennent, discutent et actualisent la méthodologie structurale lévi-straussienne et son postulat de la combinatoire universelle d'un petit nombre de différences irréductibles pour expliquer les faits de société: les quatre « socièmes » fondamentaux (formes élémentaires universelles de lien social) chez Emmanuel Désveaux, le système des quatre ontologies chez Philippe Descola. En dehors de la référence explicite à la structure, les historiens et ethnologues des sociétés rurales européennes (ou extra-européennes) continuent de faire fructifier la notion de maison (et le concept lié de famille souche) introduite par Lévi-Strauss dans les années 1970.
En France, la réactualisation des méthodes lévi-straussiennes est surtout l’œuvre, sous l'impulsion de Marcel Hénaff et Claude Imbert depuis les années 1990, de jeunes philosophes souvent d'orientation sociologique ou anthropologique (Jocelyn Benoist, Vincent Descombes, Patrice Maniglier, Frédéric Keck, Gildas Salmon), privilégiant un structuralisme dynamique portant davantage sur l'étude des mythes que sur le premier Lévi-Strauss des Structures élémentaires de la parenté. La formalisation mathématique, aspect controversé et relativement marginal de l'œuvre de Lévi-Strauss, connaît également une postérité notable avec l'intérêt porté par l'anthropologue Lucien Scubla, et par certains philosophes des mathématiques, à la formule canonique du mythe.

## Distinctions, décorations, récompenses

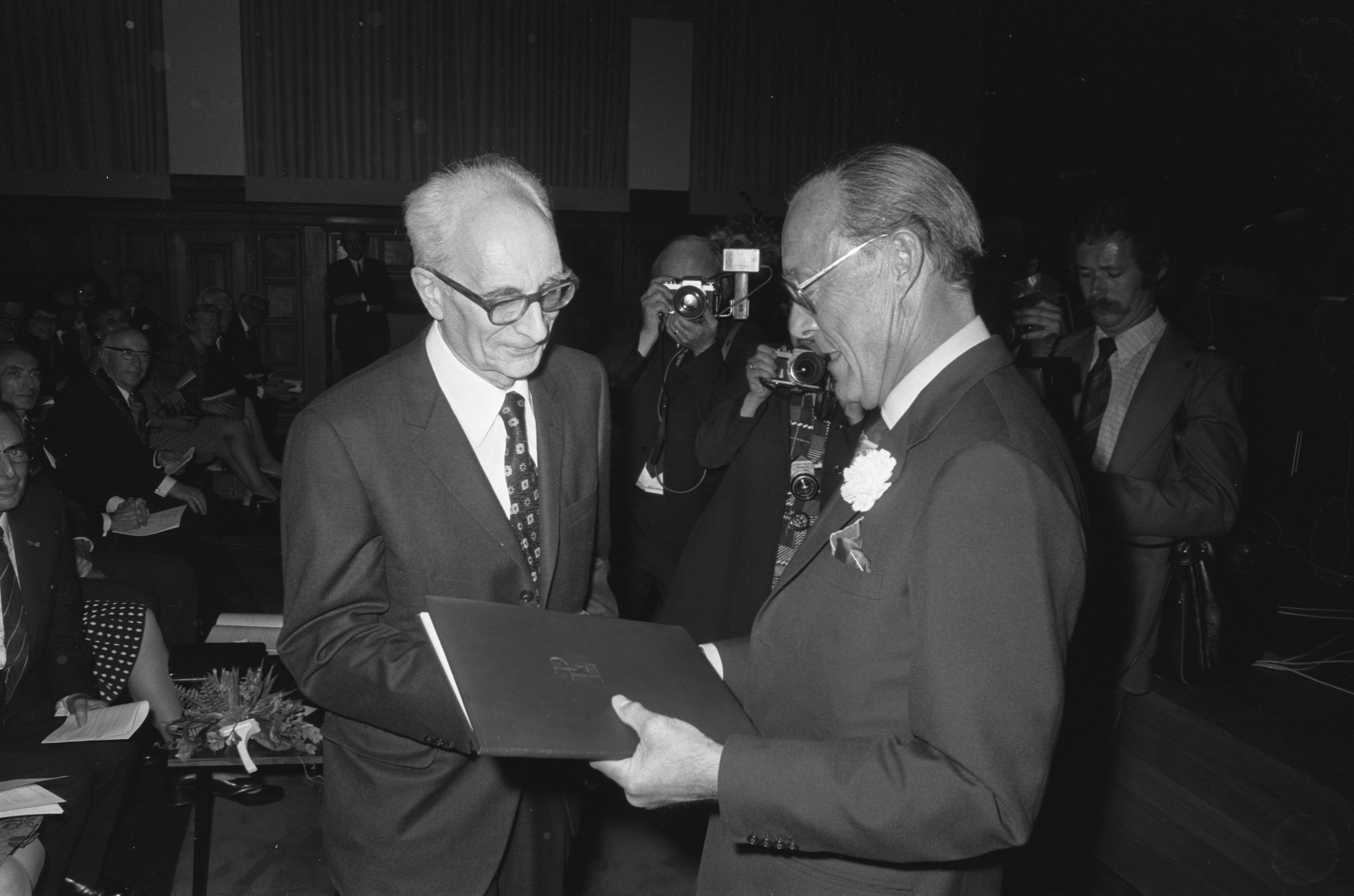
Le prince Bernhard de Lippe-Biesterfeld remet le prix Erasme à Claude Levi Strauss (Amsterdam, 28 mai 1973).

### Distinctions académiques
- Élu en 1973 au fauteuil 29 de l'Académie française occupé précédemment par Henry de Montherlant. Doyen d'âge de l'Académie à la mort du professeur Jean Bernard en 2006, doyen d’élection le 14 avril 2009, à la mort de Maurice Druon, premier académicien à atteindre l'âge de 100 ans.
- Membre étranger de la National Academy of Sciences des États-Unis.
- Membre de l'Académie britannique
- Membre de l'Académie royale des arts et des sciences néerlandaise
- Membre de l'Académie norvégienne des sciences et des lettres
- Conservateur d'honneur du musée du Quai Branly, nommé en 2007

### Décorations
- Grand-croix de la Légion d'honneur (France)[258]
- Commandeur de l'ordre national du Mérite (France)[258]
- Commandeur de l'ordre des Palmes académiques (1972, France)[258],[259]
- Commandeur de l'ordre des Arts et des Lettres (France) 1981[260].
- Commandeur de l'ordre de la Couronne (Belgique)[258]
- Commandeur de l'ordre national de la Croix du Sud (Brésil)[258]
- Grand-croix de l'ordre national du Mérite scientifique (Brésil)[258]
- Étoile d'or et d'argent de l'ordre du Soleil levant (Japon)[258]

### Prix et médailles
- Huxley Memorial Medal, 1965
- Médaille d'or et prix du Viking Fund, 1966
- Médaille d'or du CNRS, 1967[261]
- Prix Érasme, 1973
- Prix de la Fondation Nonino, 1986
- Prix Aby M. Warburg, 1996
- Prix Maître Eckhart, 2003
- Prix international de Catalogne, 2005

### Docteurhonoris causa

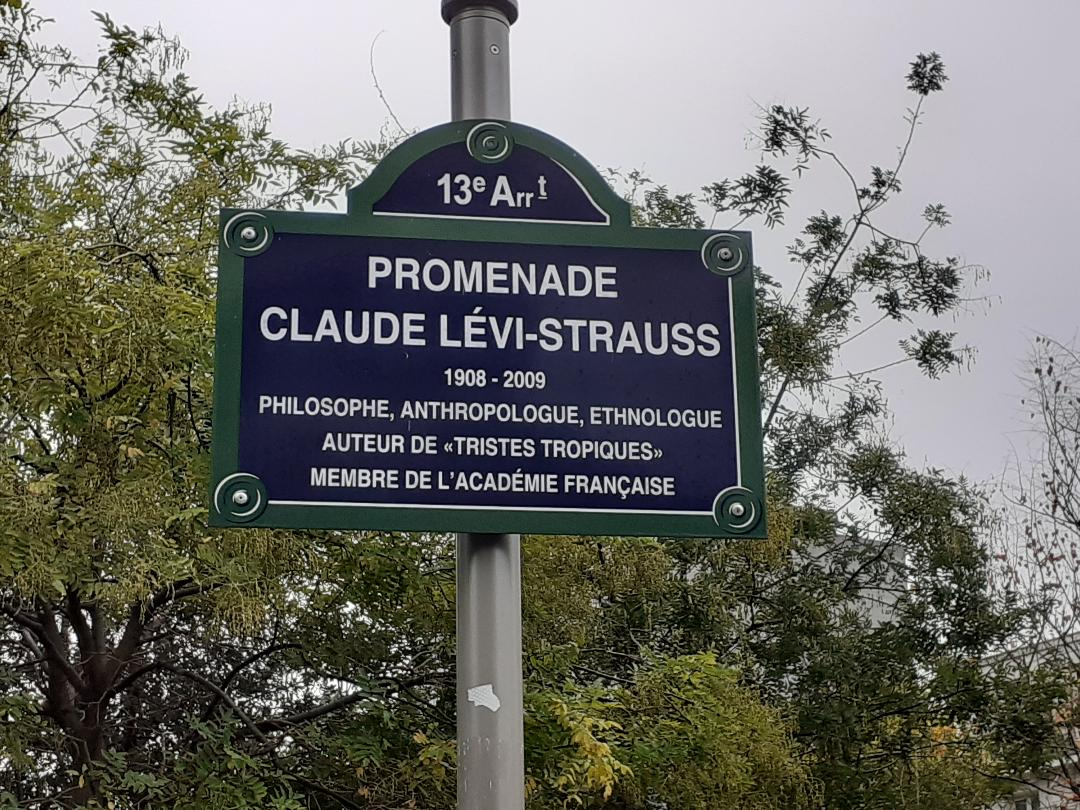
Promenade Claude Lévi-Strauss au 13e arrondissement de Paris.

Lévi-Strauss a été fait docteur honoris causa des universités suivantes (par ordre alphabétique) : Bruxelles, Chicago, Columbia, Harvard, université Johns-Hopkins, Laval (Québec), université nationale autonome du Mexique, Montréal, Oxford, São Paulo (Brésil), Stirling, Uppsala, université Visva-Bharati (Inde), Yale, université nationale du Zaïre.

## Hommage
- Promenade Claude-Lévi-Strauss (Paris)

## Œuvres (premières éditions)

### Livres et principaux articles
Liste non exhaustive. La plupart des titres sont aujourd'hui disponibles en collection de poche.
- Gracchus Babeuf et le Communisme, publié par la maison d'édition du Parti ouvrier belge L'Églantine, 1926
- La Vie familiale et sociale des Indiens Nambikwara, Paris, Société des américanistes, 1948
- Les Structures élémentaires de la parenté, Paris, La Haye, Mouton, 1967 (1re éd. 1949 (Presses universitaires de France)) (ISBN 90-279-7293-1)
- Introduction à l’œuvre de Marcel Mauss, Paris, Presses universitaires de France, coll. « Quadrige », septembre 1950 (réimpr. 2012), 56 p. (ISBN 978-2-13-060772-4).
- Race et Histoire, Paris, UNESCO, 1952
- Tristes Tropiques, Paris, Plon, coll. « Terre Humaine », 1955 (réimpr. Pocket Paris 2005)
- Anthropologie structurale, Paris, Plon, juillet 1958 (réimpr. 2012), 480 p. (ISBN 978-2-266-13931-1).
- Le Totémisme aujourd'hui, Paris, PUF, 1962
- La Pensée sauvage, Paris, Plon, 1962 (réimpr. 2014), 347 p.
- Mythologiques, t. I : Le Cru et le Cuit, Paris, Plon, 1964
- Mythologiques, t. II : Du miel aux cendres[262], Paris, Plon, 1967
- Mythologiques, t. III : L'Origine des manières de table[263], Paris, Plon, 1968
- Mythologiques, t. IV : L'Homme nu[264], Paris, Plon, 1971.
- Race et Culture (conférence à l'UNESCO, 1971), Revue int. des sciences sociales (UNESCO), 1971
- Unesco, et Claude Lévi-Strauss. Le racisme devant la science. Unesco/Gallimard, 1973.
- Anthropologie structurale deux, Paris, Plon, décembre 1973 (réimpr. 2009) (ISBN 978-2-266-14003-4).
- La Voie des masques, Pocket Agora no 25, 2004 (1re éd. Genève,  éd. Skira, 1975 ; nouv.  éd. augmentée et rallongée de Trois Excursions, Plon, 1979).
- (en) Myth and Meaning: Five Talks for Radio (The Massey Lectures), Toronto, University of Toronto Press, 1978
- Le Regard Eloigné, Paris, Plon, 1983, 398 p. (ISBN 2-259-01007-5).
- Paroles données, Paris, Plon, 1984.
- La Potière jalouse, Paris, Plon, 1985
- Des symboles et leurs doubles Paris, Plon, 1989
- Histoire de Lynx, Paris, Pocket, 1991  (ISBN 2-266-00694-0)
- Regarder écouter lire, Paris, Plon, 1993  (ISBN 2-259-02715-6)
- (pt) Saudades do Brasil, Paris, Plon, 1994  (ISBN 2-259-18088-4)
- Le Père Noël supplicié (Les Temps modernes, mars 1952, p. 1572-90)), repris aux éditions des Sables, sur la route de l'Église à Pin-Balma, 1996  (ISBN 2-907530-22-4)
- Œuvres, préface par Vincent Debaene, édition établie par Vincent Debaene, Frédéric Keck, Marie Mauzé, et al., Paris, Gallimard, « Bibliothèque de la Pléiade », 2008  (ISBN 978-2-07-0118021) (ce volume réunit Tristes Tropiques, Le Totémisme aujourd'hui, La Pensée sauvage, La voie des masques, La Potière jalouse, Histoire de lynx, Regarder écouter lire, avec une bibliographie des œuvres de et sur Claude Lévi-Strauss).
- L'Anthropologie face aux problèmes du monde moderne, Paris, Le Seuil, 2011  (ISBN 978-2-02-103524-7)
- L'Autre Face de la lune. Écrits sur le Japon, Paris, Le Seuil, 2011  (ISBN 978-2-02-103525-4)
- Nous sommes tous des cannibales, Paris, Seuil, 2013 ; articles publiés dans La Repubblica (Italie) entre 1989 et 2000, précédés de Le Père Noël supplicié

### Entretiens
- Entretiens avec Claude Lévi-Strauss par Georges Charbonnier, Plon et Éditions Julliard, 1961
- Claude Lévi-Strauss et Didier Eribon, De près et de loin, Paris, Odile Jacob, 1988, 254 p. (ISBN 978-2-7381-2140-0)
- Loin du Brésil : entretien avec Véronique Mortaigne, Paris, Chandeigne, 2005  (ISBN 2-915540-19-5)
- La Notion de maison, entretien avec Claude Lévi-Strauss par Pierre Lamaison, Terrain, 1987(9), p. 34-39 (http://www.terrain.revues.org/3184)
- Lévi-Strauss. L'homme derrière l'œuvre, Émilie Joulia, entretiens avec des proches de Claude Lévi-Strauss et discours à l'Académie française, Paris, Jean-Claude Lattès, 2008
- Dentro il pensiero selvaggio. L’antropologo e i filosofi. Conversazione : Claude Lévi-Strauss & Marcel Hénaff, Milano, Medusa, 2013 (en italien, 96 p.)

### Préfaces
- Luís Fróis (trad. Xavier de Castro (nom de plume de Michel Chandeigne), préf. Claude Lévi-Strauss), Européens et Japonais - traité sur les contradictions et différences de mœurs (2e édition), Paris, Chandeigne, coll. « Bibliothèque Lusitane », 2012 (ISBN 978-2-915540-54-3).